# Beeldengalerij P. Struycken
De Beeldengalerij P. Struycken is De Beeldengalerij voor Den Haag (voorheen bekend als het Sokkelplan) naar een concept van Peter Struycken uit 1990, een beeldenroute in Den Haag.
Het concept is een galerij van beelden op een ovale granito sokkel in het voetgangersgebied Grote Marktstraat, Kalvermarkt en Spui in Den Haag. 40 Nederlandse of in Nederland werkzame beeldhouwers zijn uitgenodigd een beeld te maken. De beelden zijn op een onderlinge afstand van 25 meter geplaatst op een sokkel, waarvan het ontwerp is gemaakt door de keramist Geert Lap. In 2008, bij aanvang van het festival Den Haag Sculpture, zijn alle beelden van plaats verwisseld (op het beeld van Karel Appel na, dat permanent bij het Haagse stadhuis staat, op de hoek Spui - Kalvermarkt).
In 2011 werd het conservatorschap, op verzoek van Stroom, overgenomen door André Kruysen.
Langs de hiervoren beschreven beeldenroute staan de navolgende beelden:
1. Sonja Oudendijk, Bellevue-toren (1993)
2. Joost van den Toorn, For whom the bell tolls (1993)
3. Marc Ruygrok, EN/OF (1993)
4. Eja Siepman van den Berg, Nike (1993)
5. Michael Jacklin,  Zonder titel (1993)
6. Alfred Eikelenboom, Zonder titel (1994)
7. Rien Monshouwer, Beeld (1994)
8. Ernst Hazenbroek, Placebo (1994)
9. Berry Holslag, The Observer (1994)
10. Carel Visser, Zonder titel (1994)
11. Auke de Vries, Zonder titel (1994)
12. Adam Colton, Zonder titel (1996)
13. Sigurdur Gudmundsson, Zonder titel (1996)
14. Lon Pennock, Intersection (1996)
15. Jan Snoeck, La nostalgie de la lumière totale, Paul Éluard (2000)
16. Pearl Perlmuter, Schapeman (2001/1993)
17. Karel Appel, Frog with umbrella (2001/1993)
18. Gert Germeraad, Mansportret (2002)
19. Jan van de Pavert, Ministerie (2002)
20. Tom Claassen, Mannetje met losse ledematen (2003)
21. Sjoerd Buisman, Phyllotaxis Den Haag (2003)
22. Leo Vroegindeweij, Zonder titel (2004)
23. Peter Otto, Twisted Totem (2004)
24. Gijs Assmann, The he and the she and the is of it (2005)
25. Arjanne van der Spek, Gisteren staat, Morgenstond (2005)
26. André Kruysen, Rondanini (2005)
27. Emo Verkerk, Sperwer (2005)
28. Rob Birza, Tantratrijn (2007)
29. André van de Wijdeven, I love JR (2007)
30. Christien Rijnsdorp, De hef (2007)
31. Jos Kruit, zonder titel (2007)
32. Atelier Van Lieshout, Veelhoofd (2010)
33. Hans van Bentem, Space Duck Racer (2011)
34. Famke van Wijk, Heaven holds a sense of wonder (2011)
35. Anno Dijkstra, A last farewell (2011)
36. Maria Roosen, Zonder titel (2011)
37. Thom Puckey, Eline Vere (2012)
38. David Bade, Calimero (2013)
39. Ingrid Mol, Binnenstadgoden (2014)
40. Tony van de Vorst, Vriendinnen (2014)
41. Folkert de Jong, Dutch Mechanisms (2016
42. Femmy Otten, And Life is Over There (2017)
43. Gabriel Lester, Bambaataa (2018)
44. Navid Nuur, RE/FELC/TOR (2018)
45. Tirzo Martha, De dematerialisatie van de vijf geboden in de vijf zintuigen (2019)
46. Lara Schnitger, This princess saves herself (2021)
47. Yvonne Dröge Wendel, To Be To Gather (2022)

## Fotogalerij

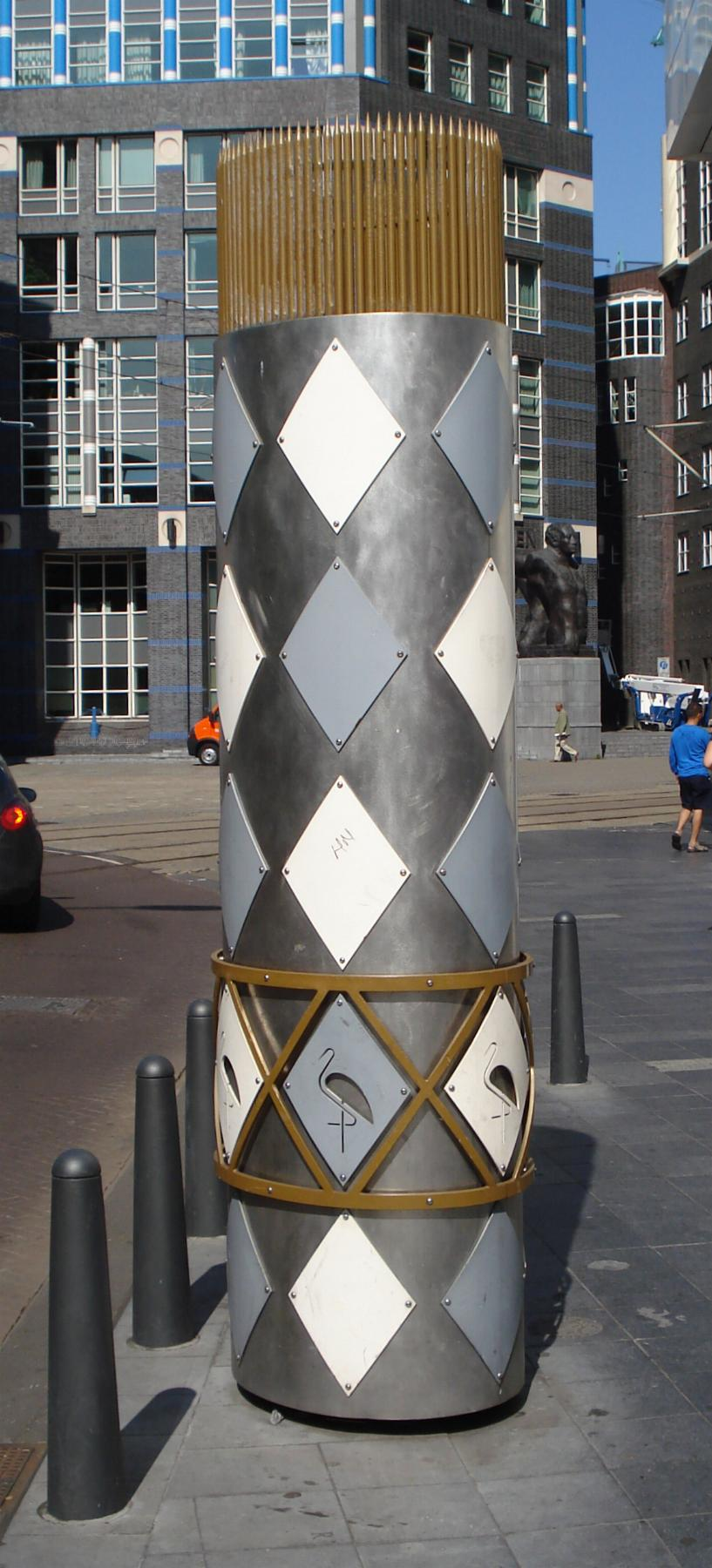
1. Sonja Oudendijk: Bellevue-toren
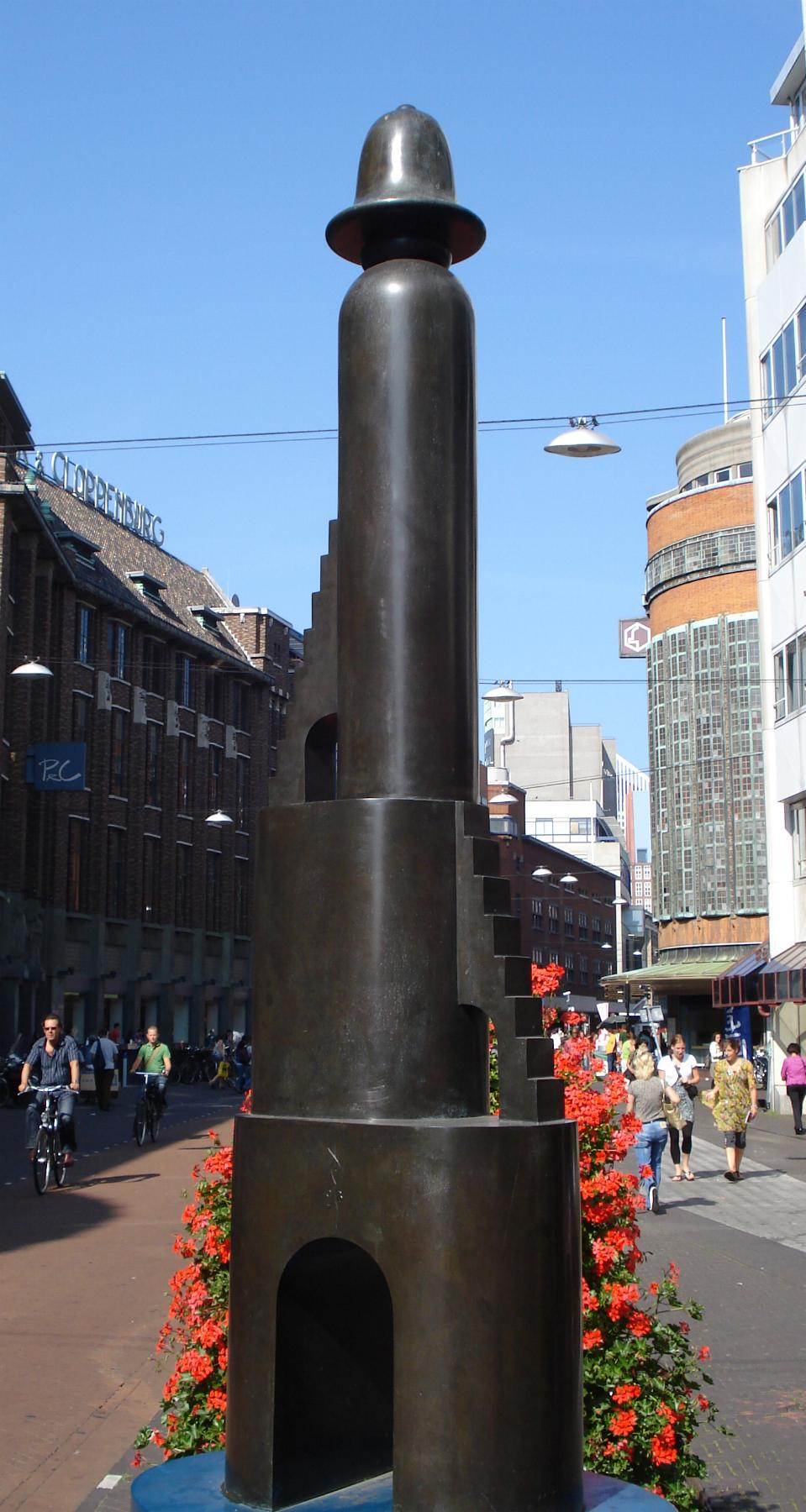
2. Joost van den Toorn: For whom the bell tolls
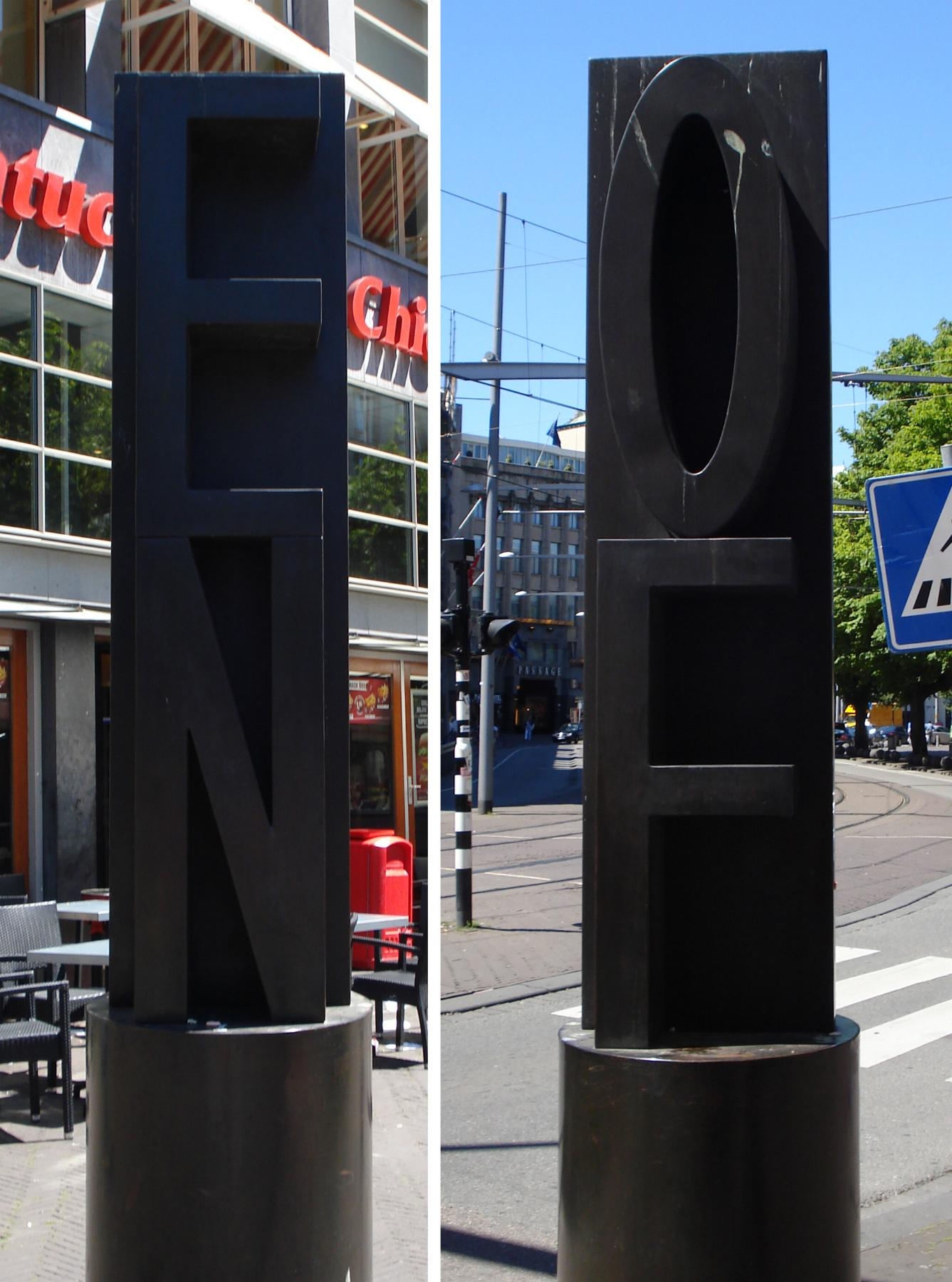
3. Marc Ruygrok: En/Of
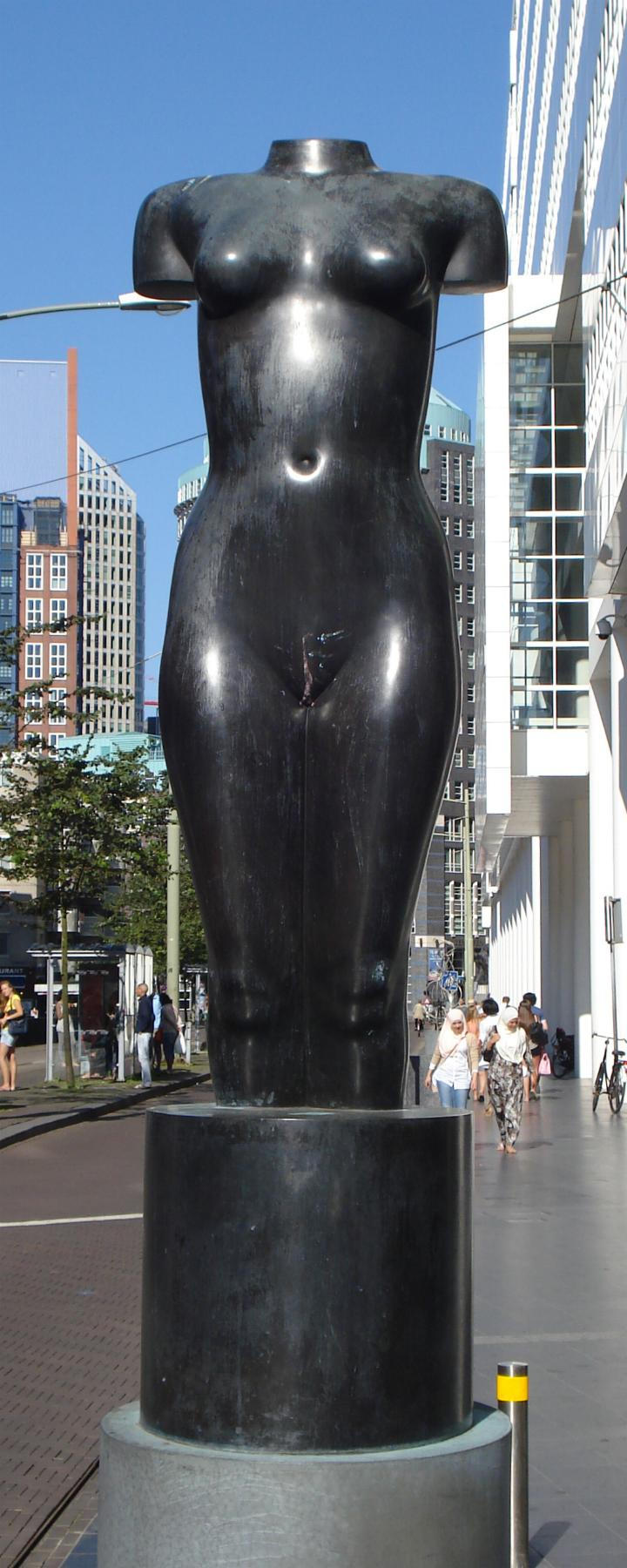
4. Eja Siepman van den Berg: Nike
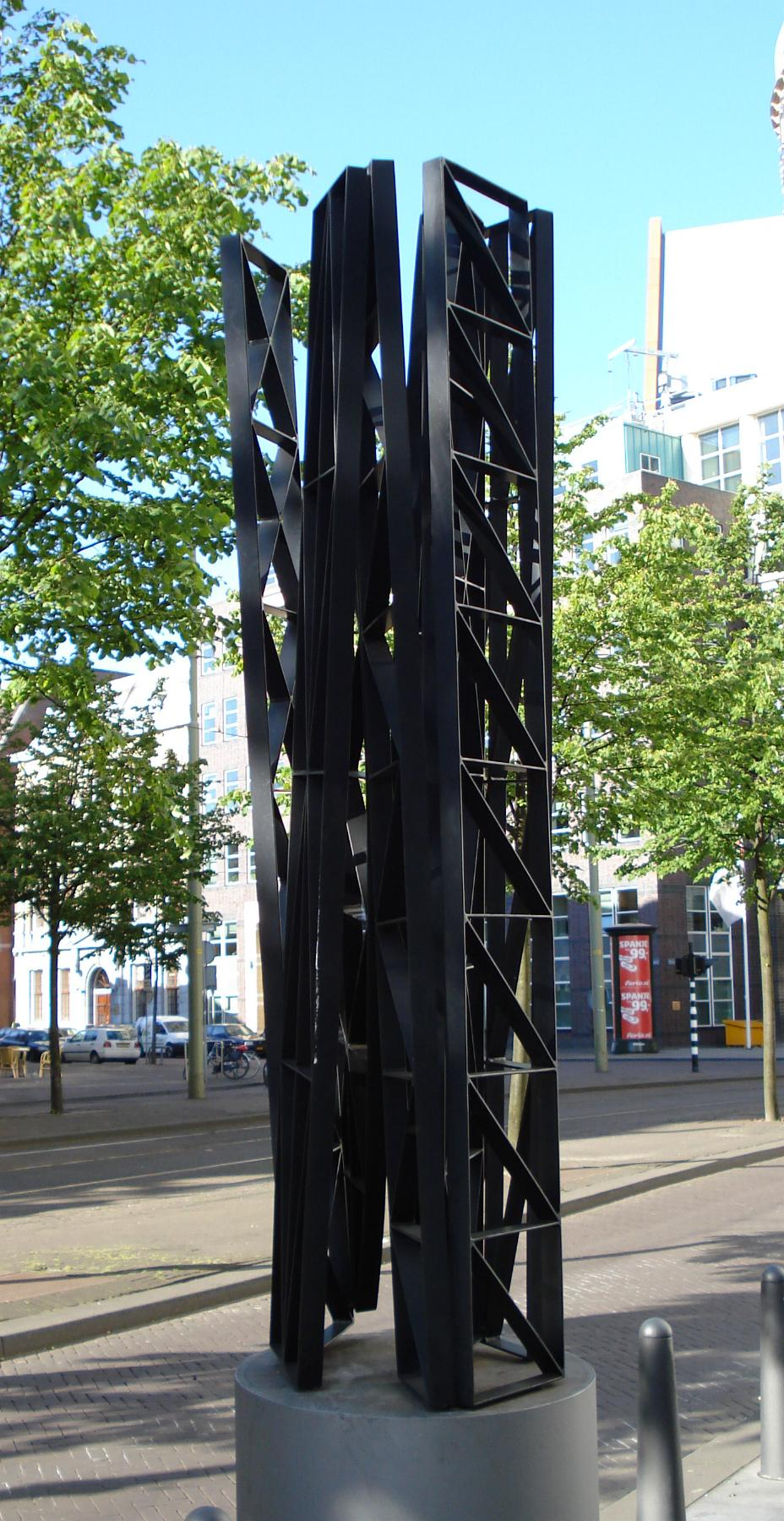
5. Michael Jacklin: zonder titel
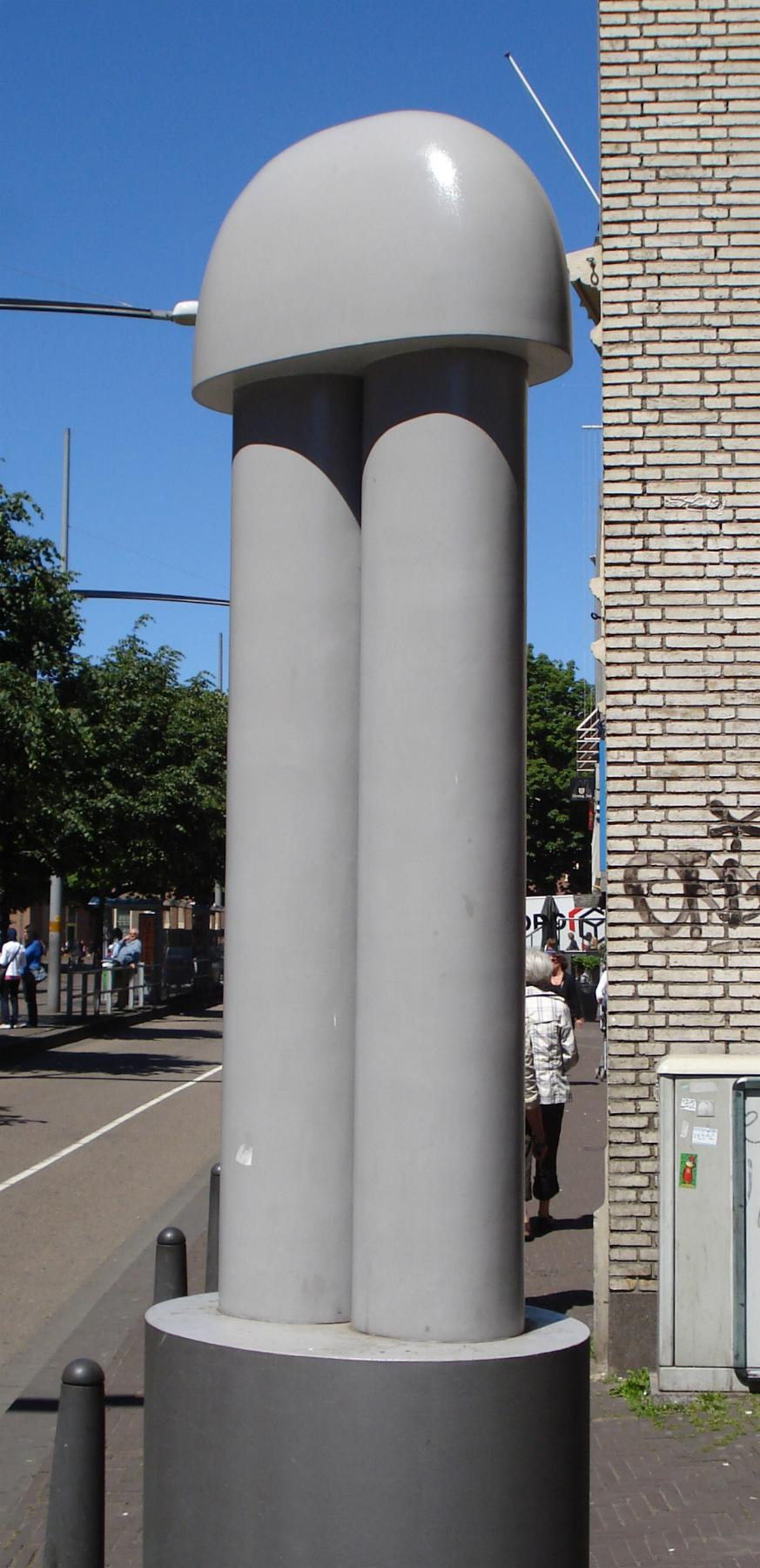
6. Alfred Eikelenboom: zonder titel
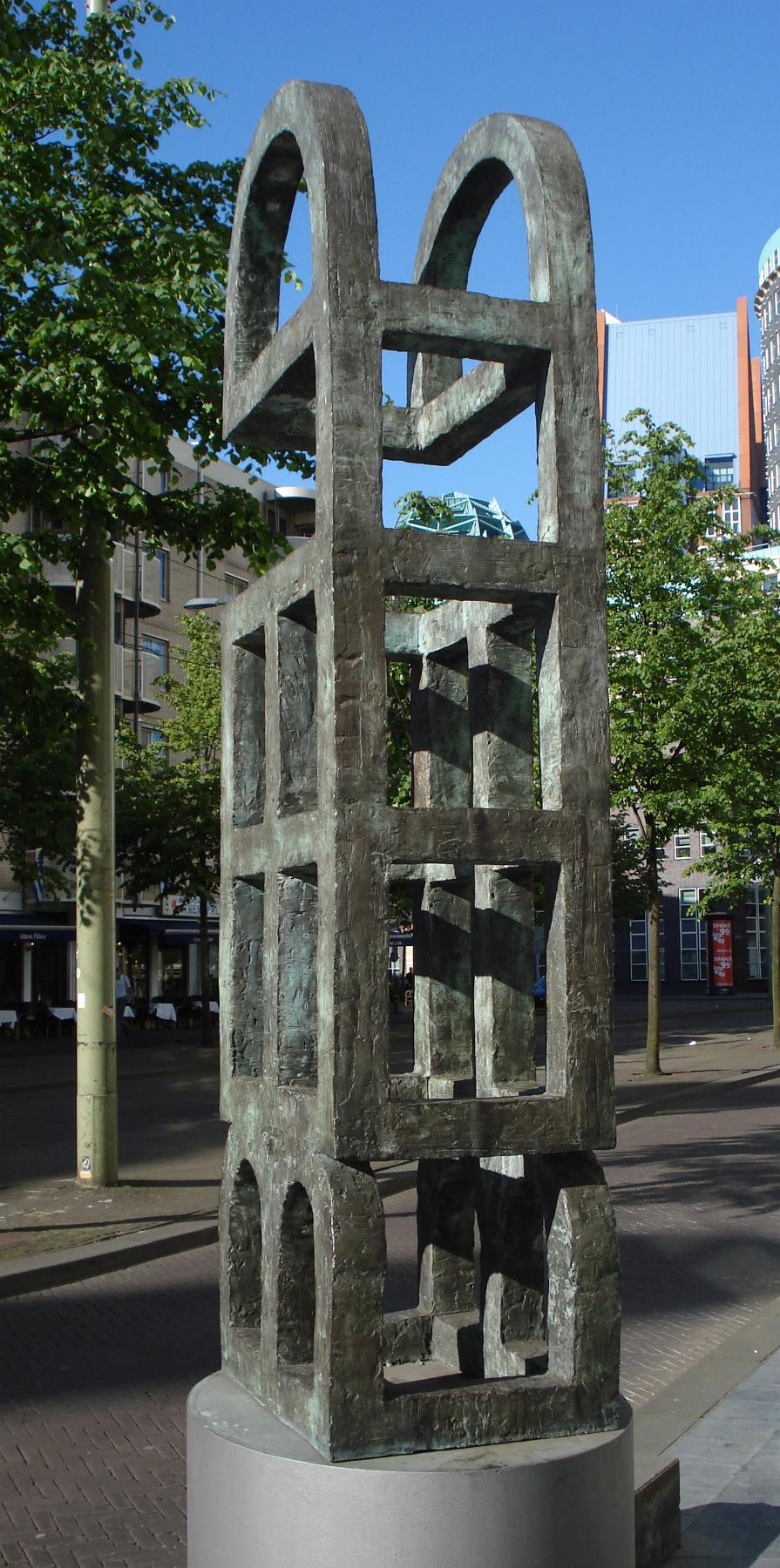
7. Rien Monshouwer: Beeld
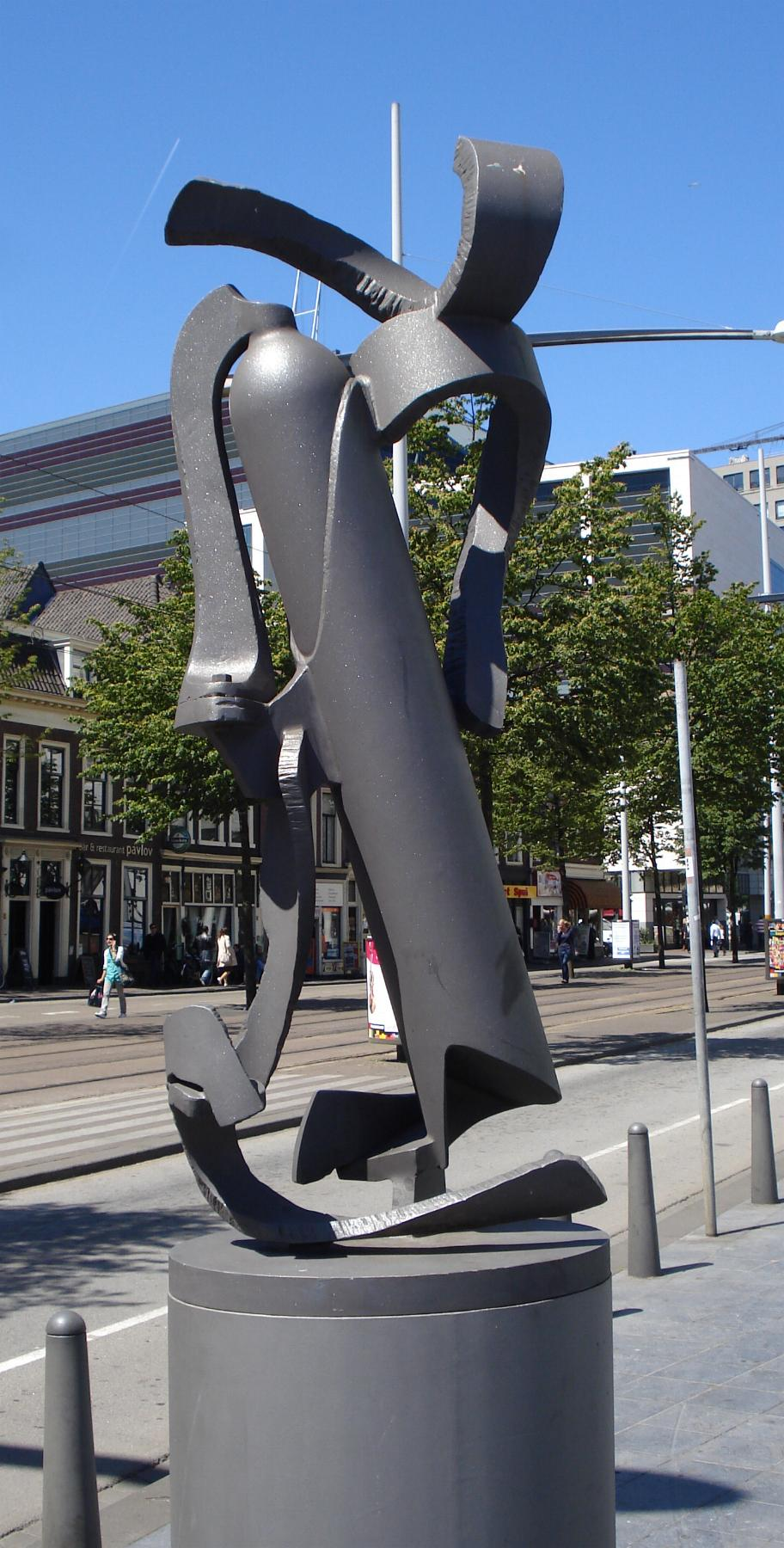
8. Ernst Hazenbroek: Placebo
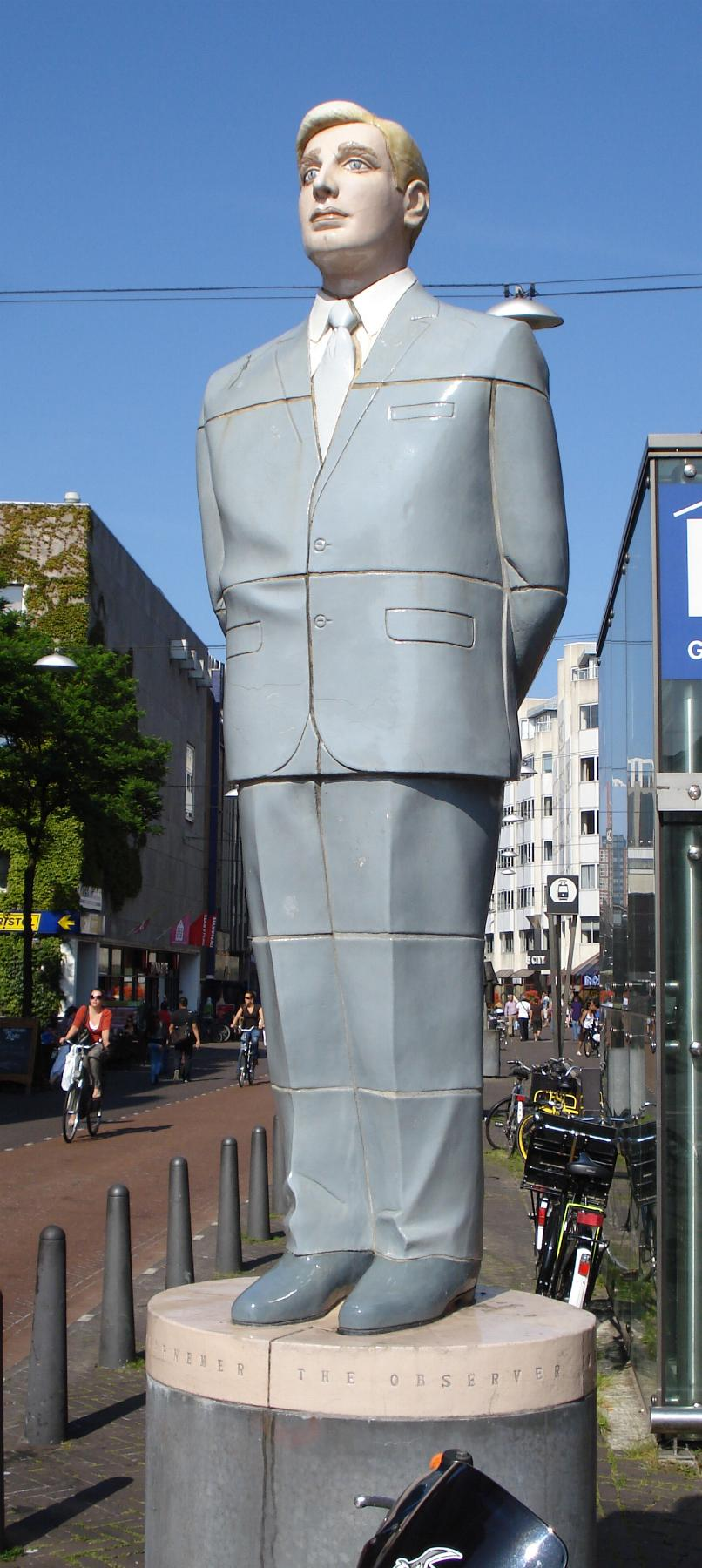
9. Berry Holslag: The observer
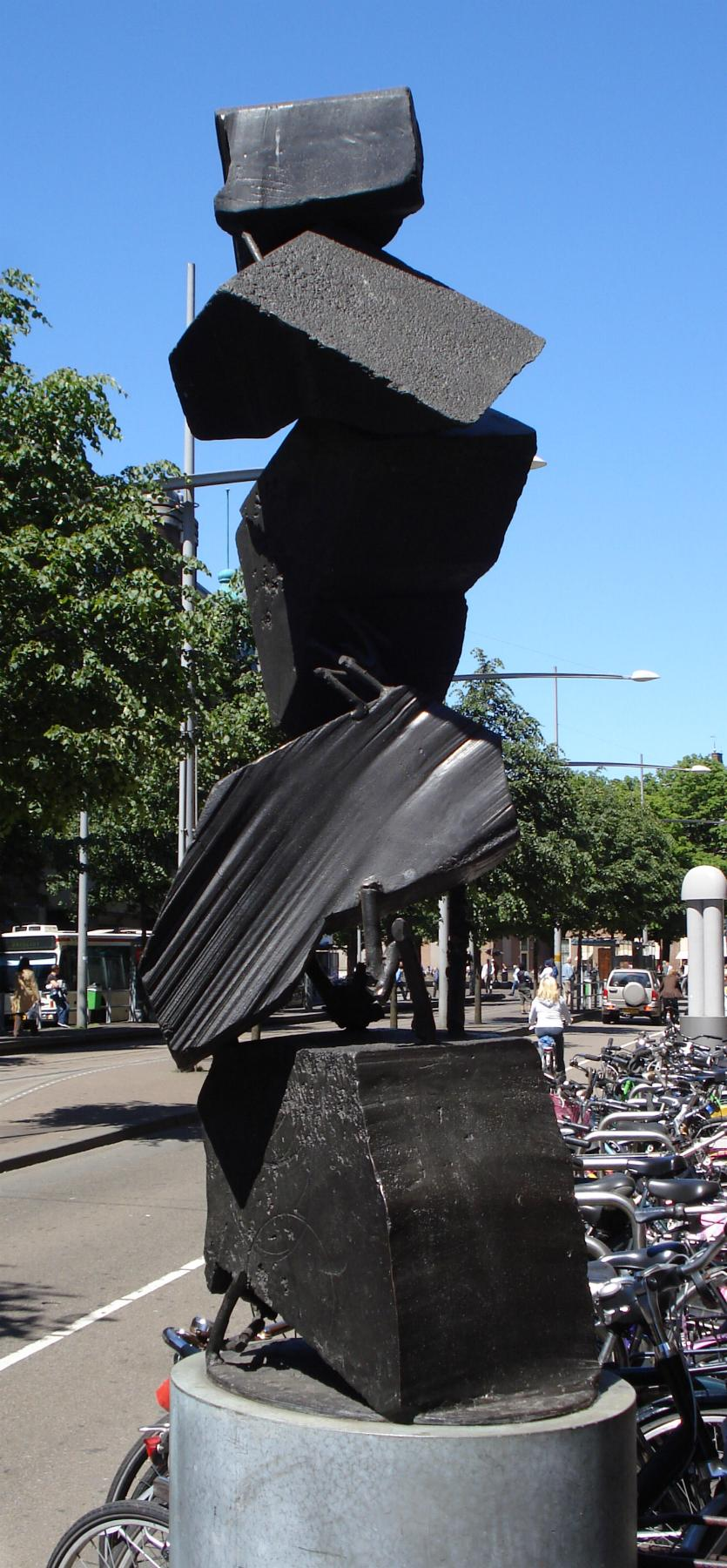
10. Carel Visser: zonder titel
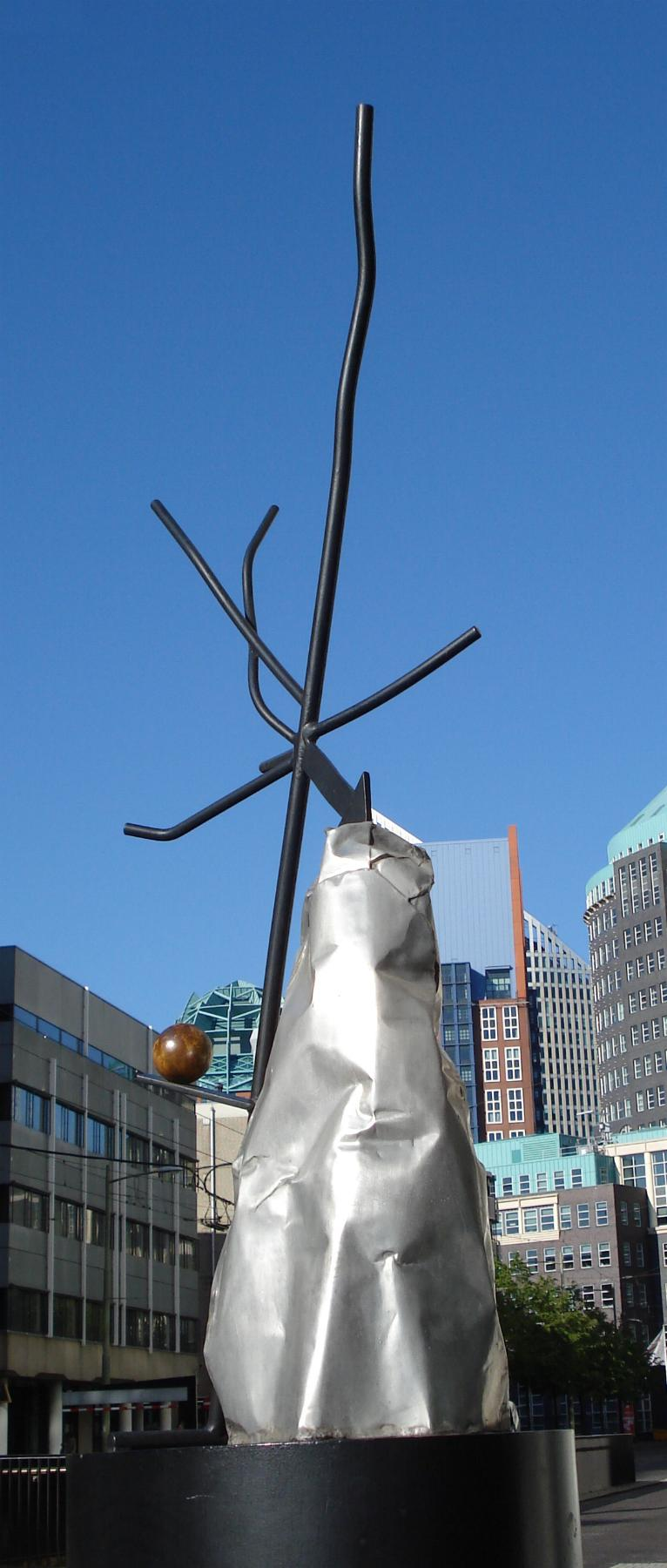
11. Auke de Vries: zonder titel
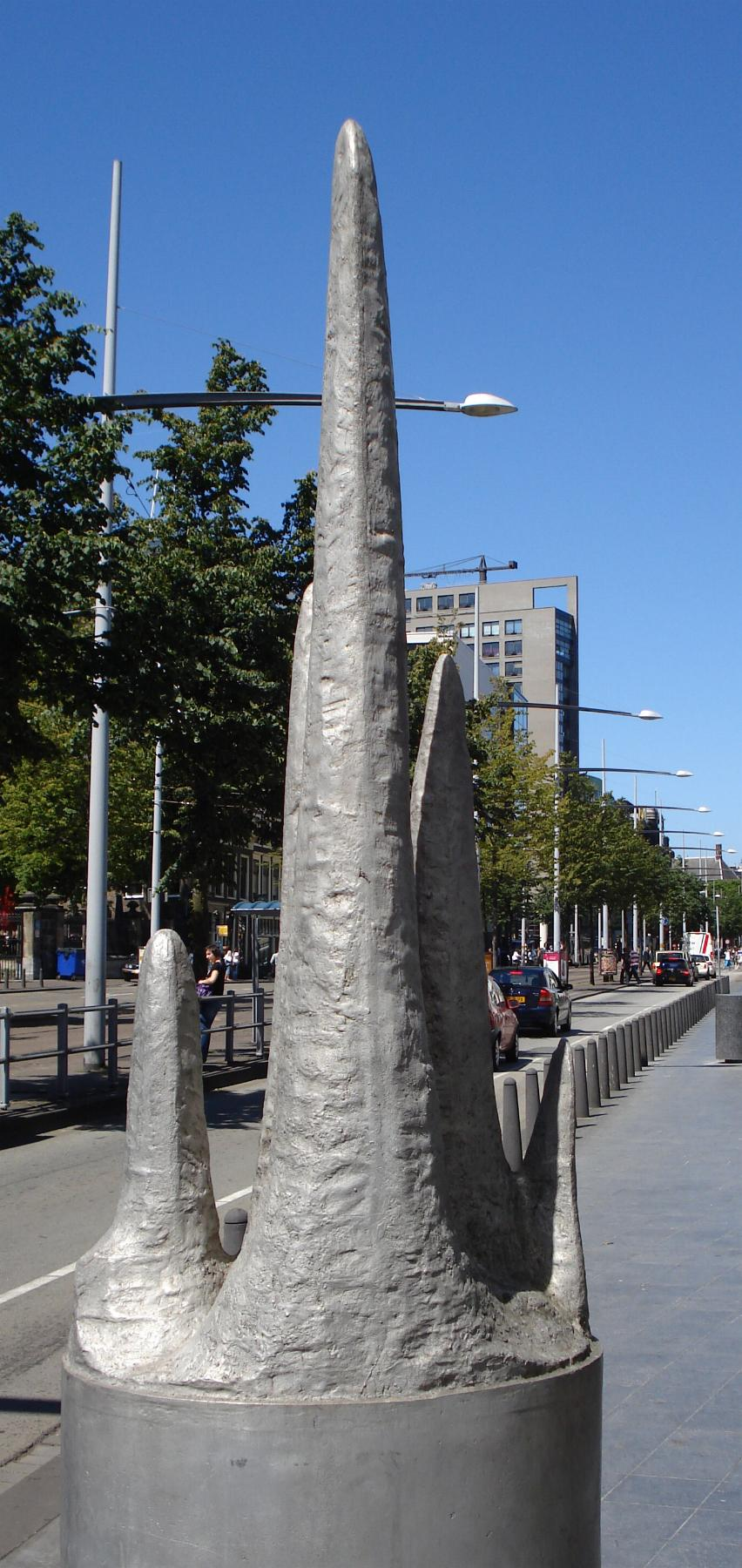
12. Adam Colton: zonder titel
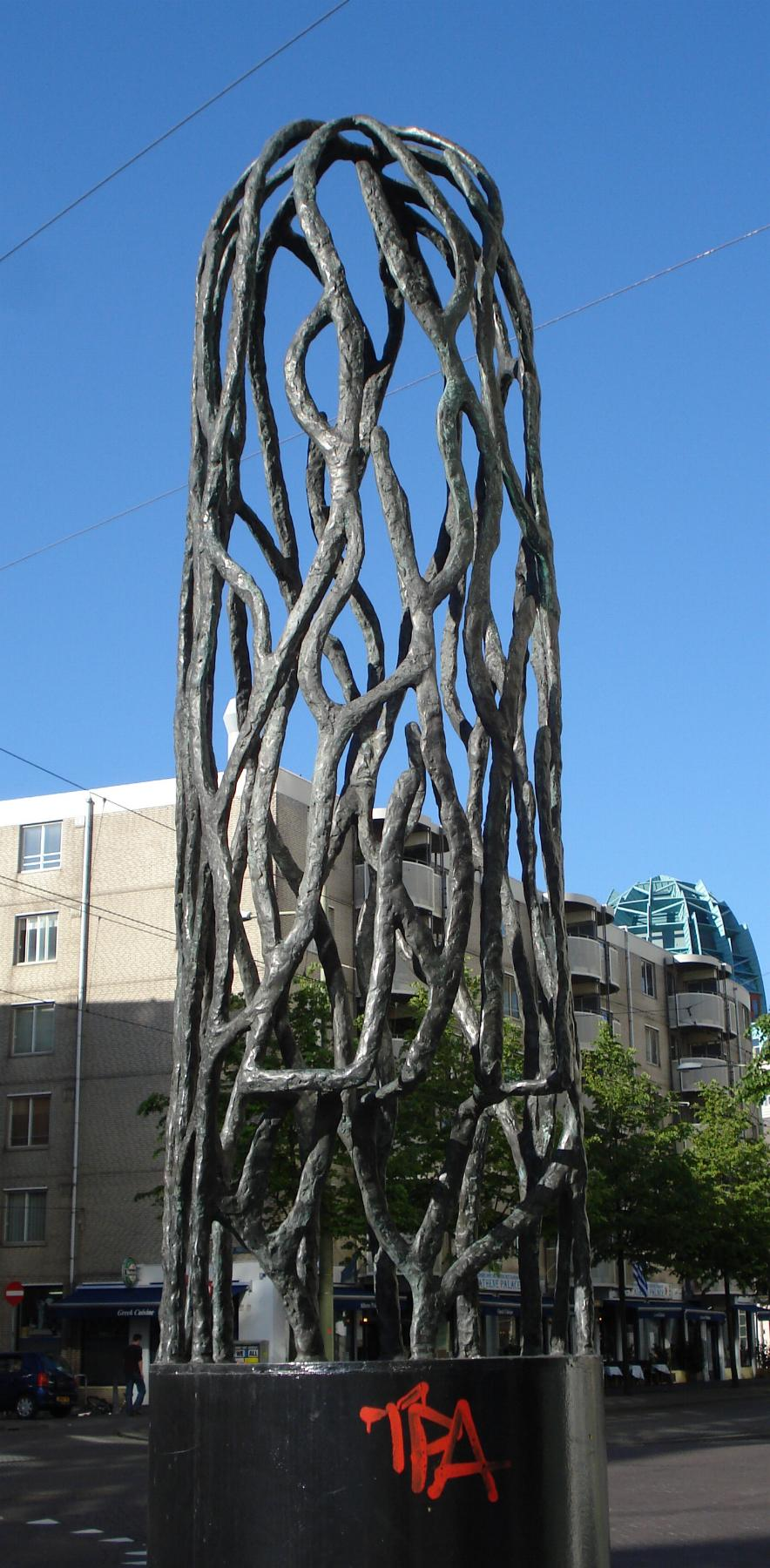
13. Sigurdur Gudmundsson: zonder titel
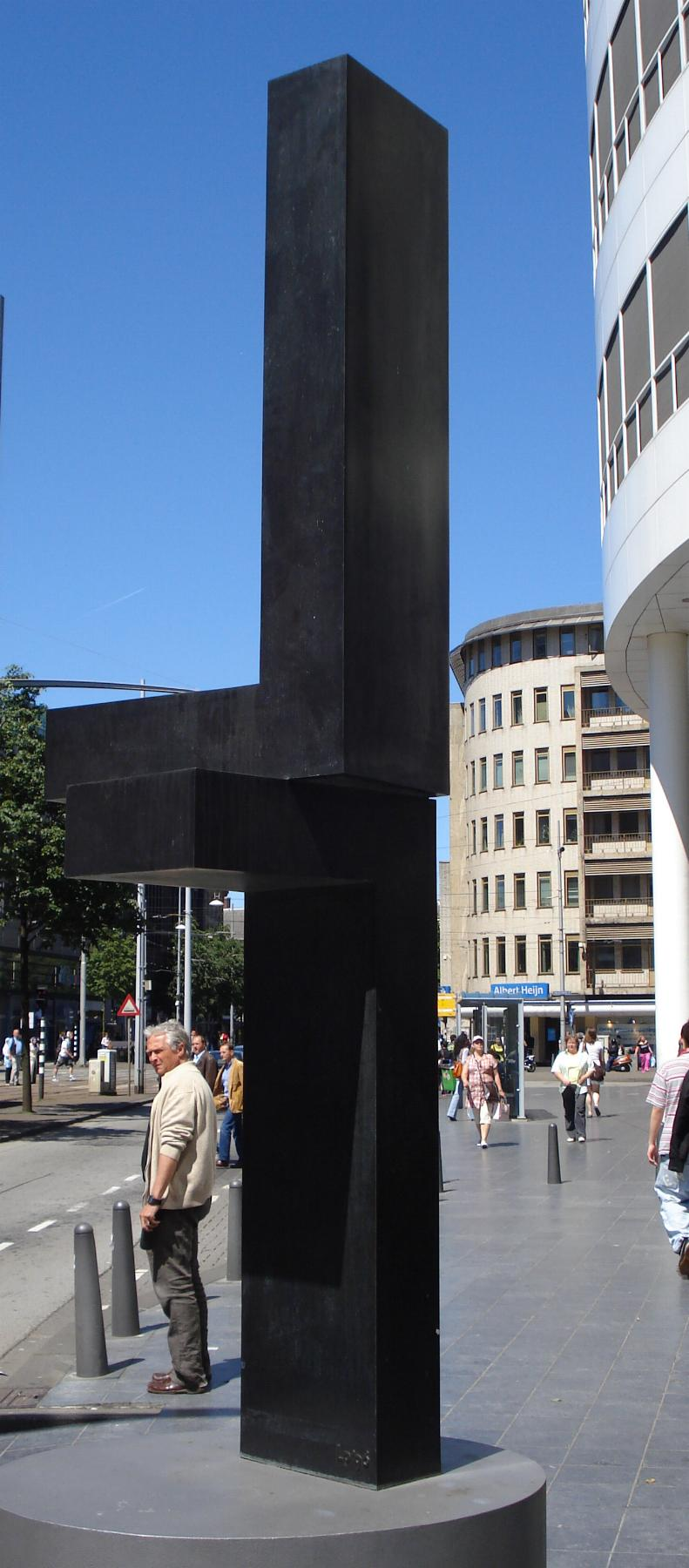
14. Lon Pennock: Intersection
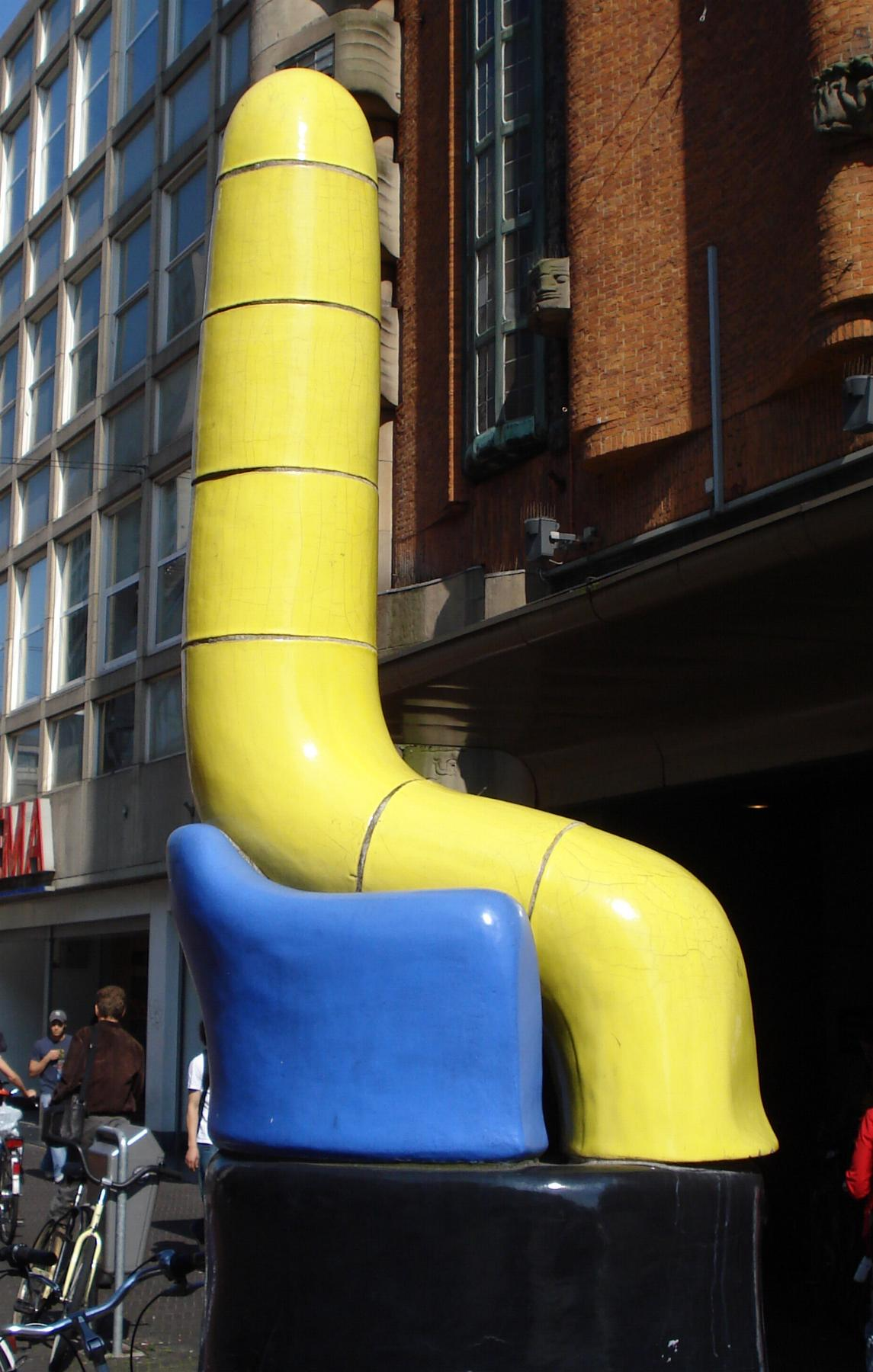
15. Jan Snoeck: La nostalgie de la lumière totale
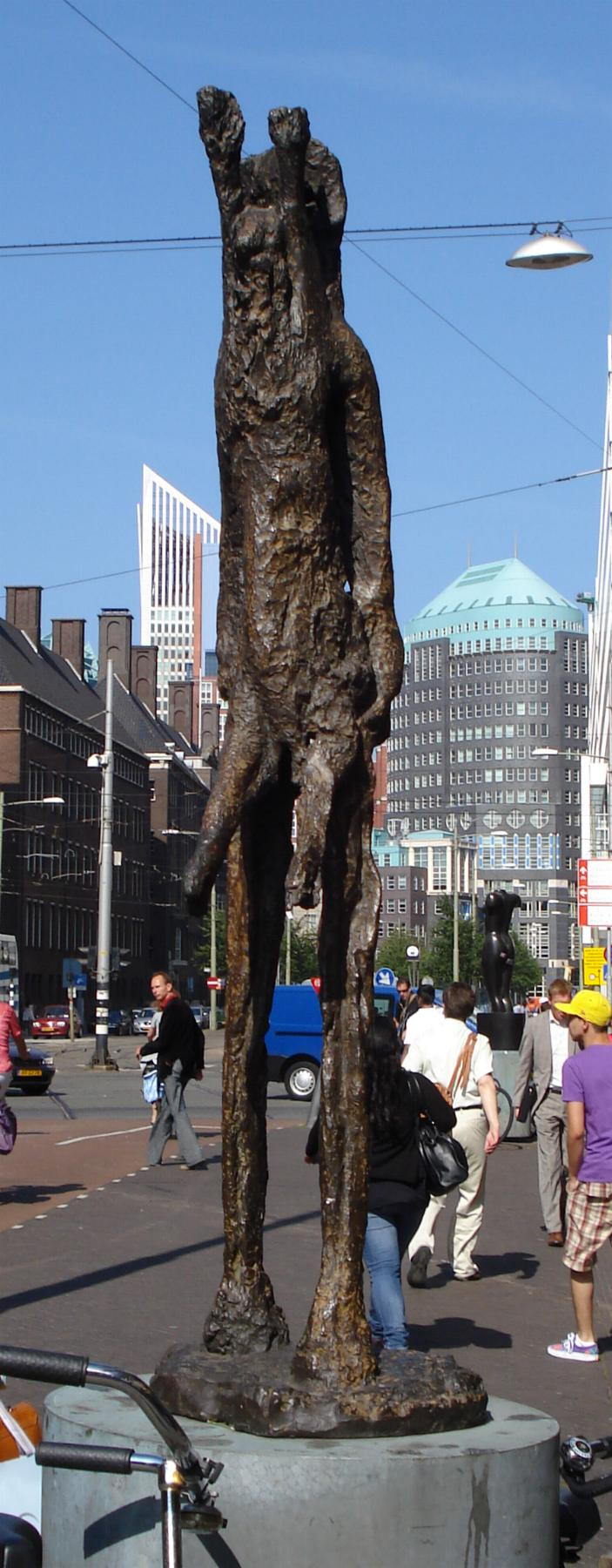
16. Pearl Perlmuter: Schapeman
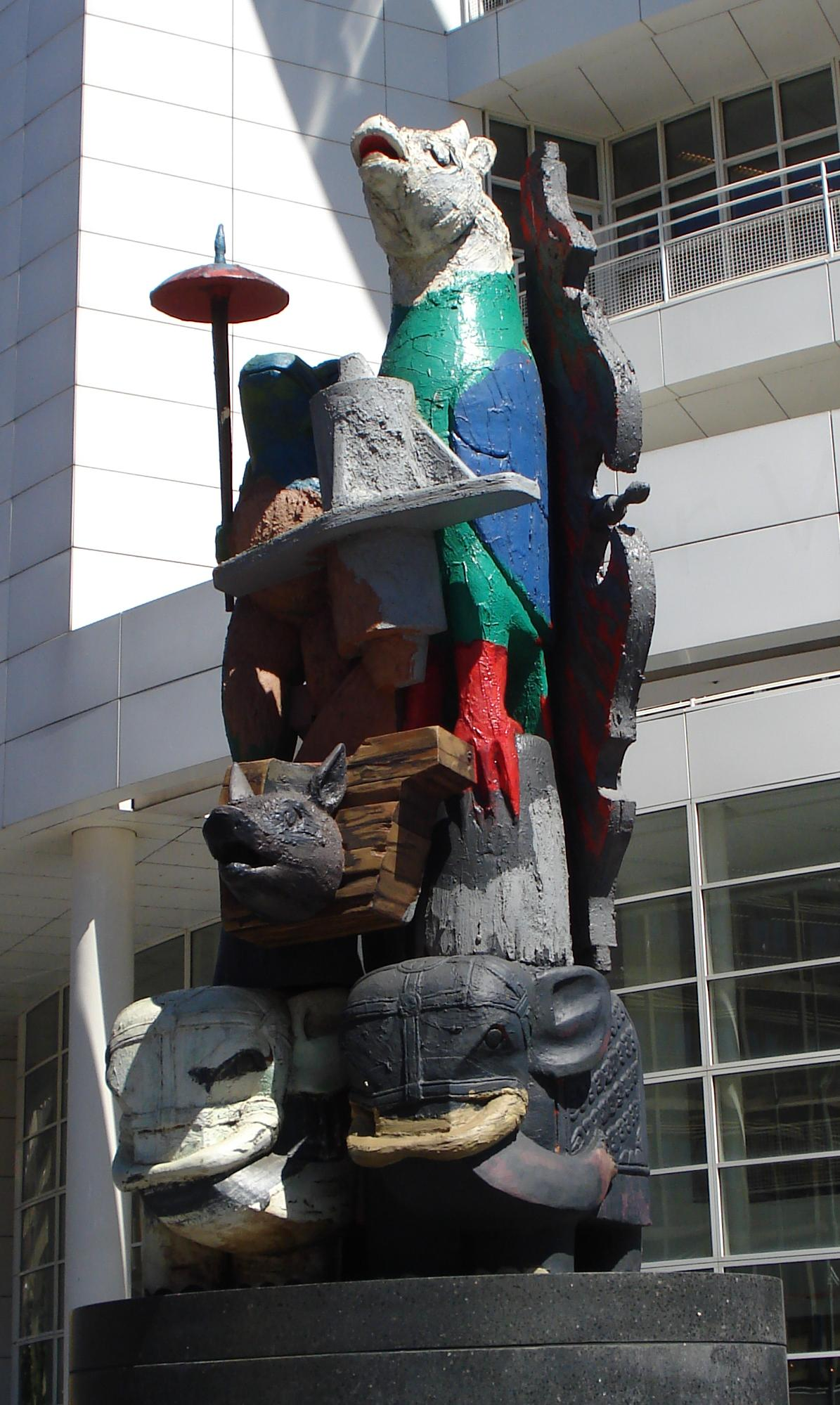
17. Karel Appel: Frog with umbrella
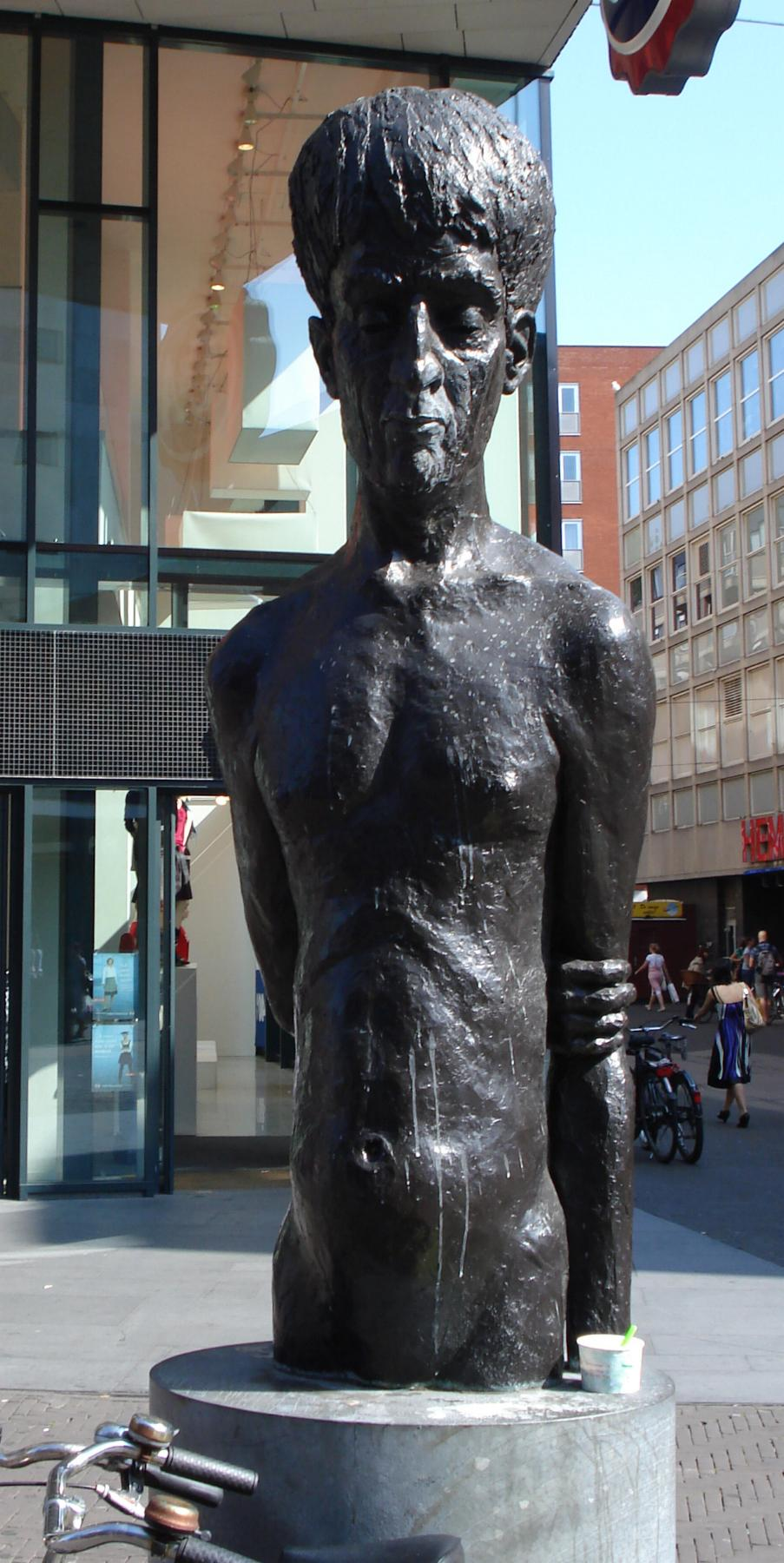
18. Gert Germeraad: Mansportret
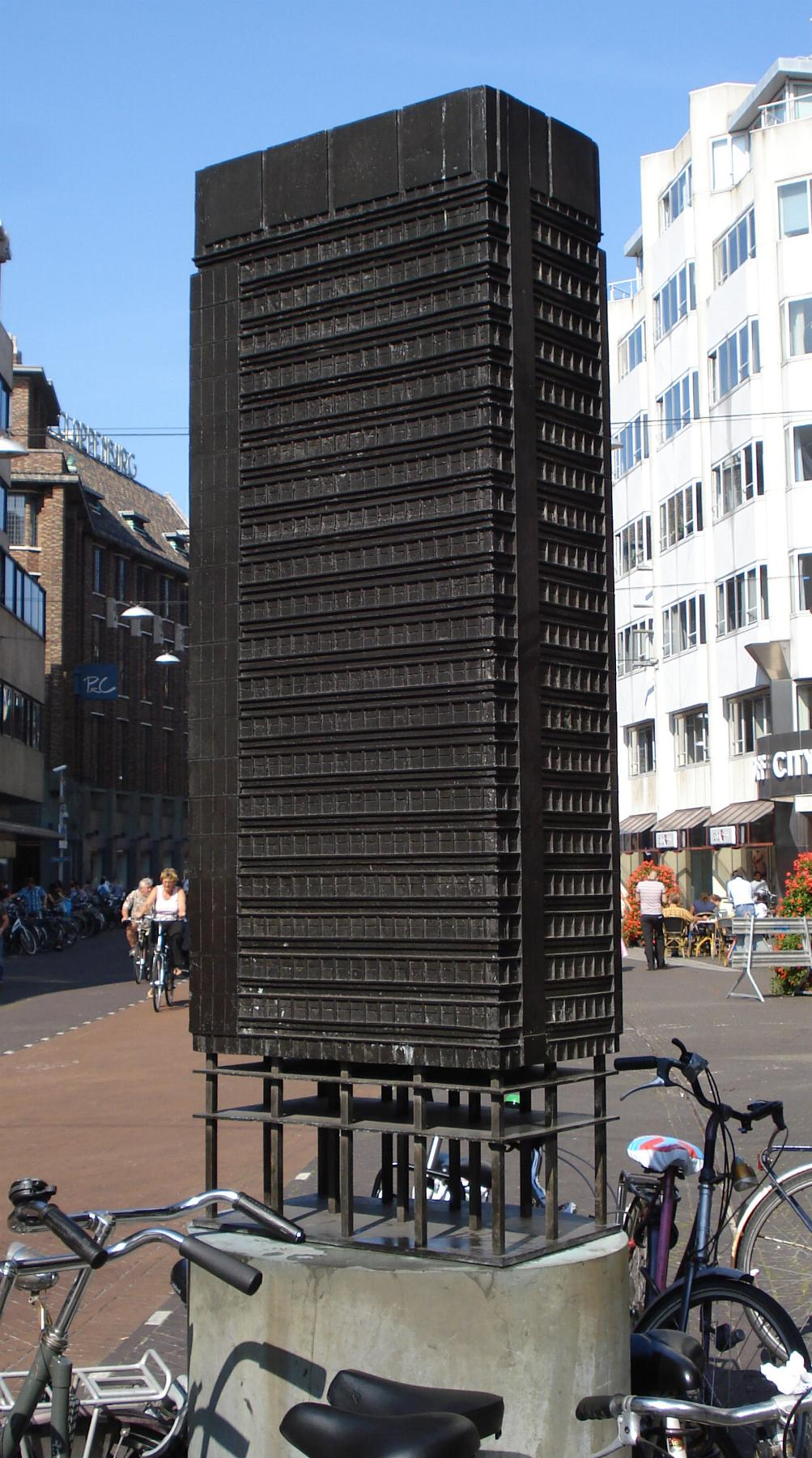
19. Jan van de Pavert: Ministerie
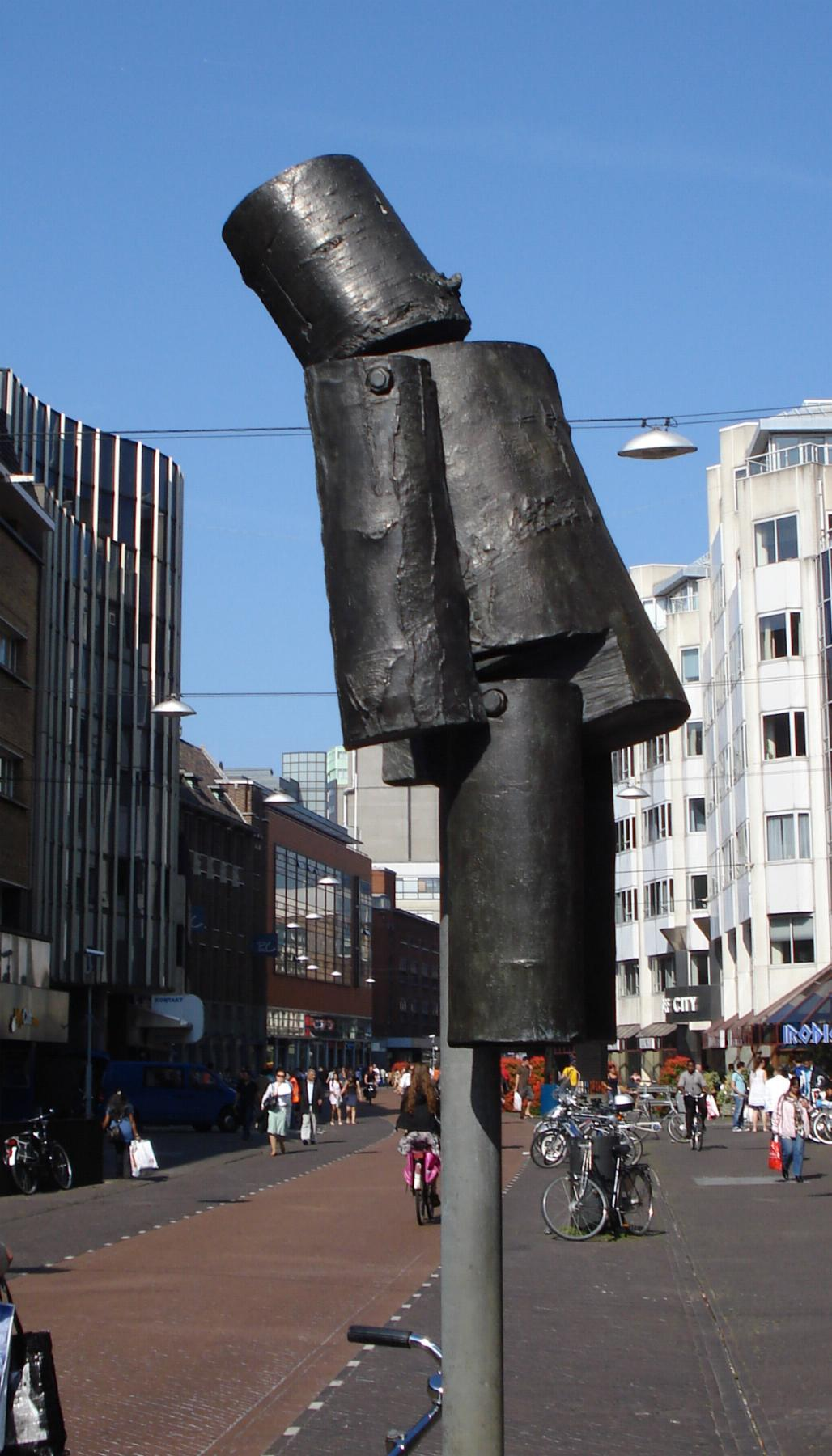
20. Tom Claassen: Mannetje met losse ledematen
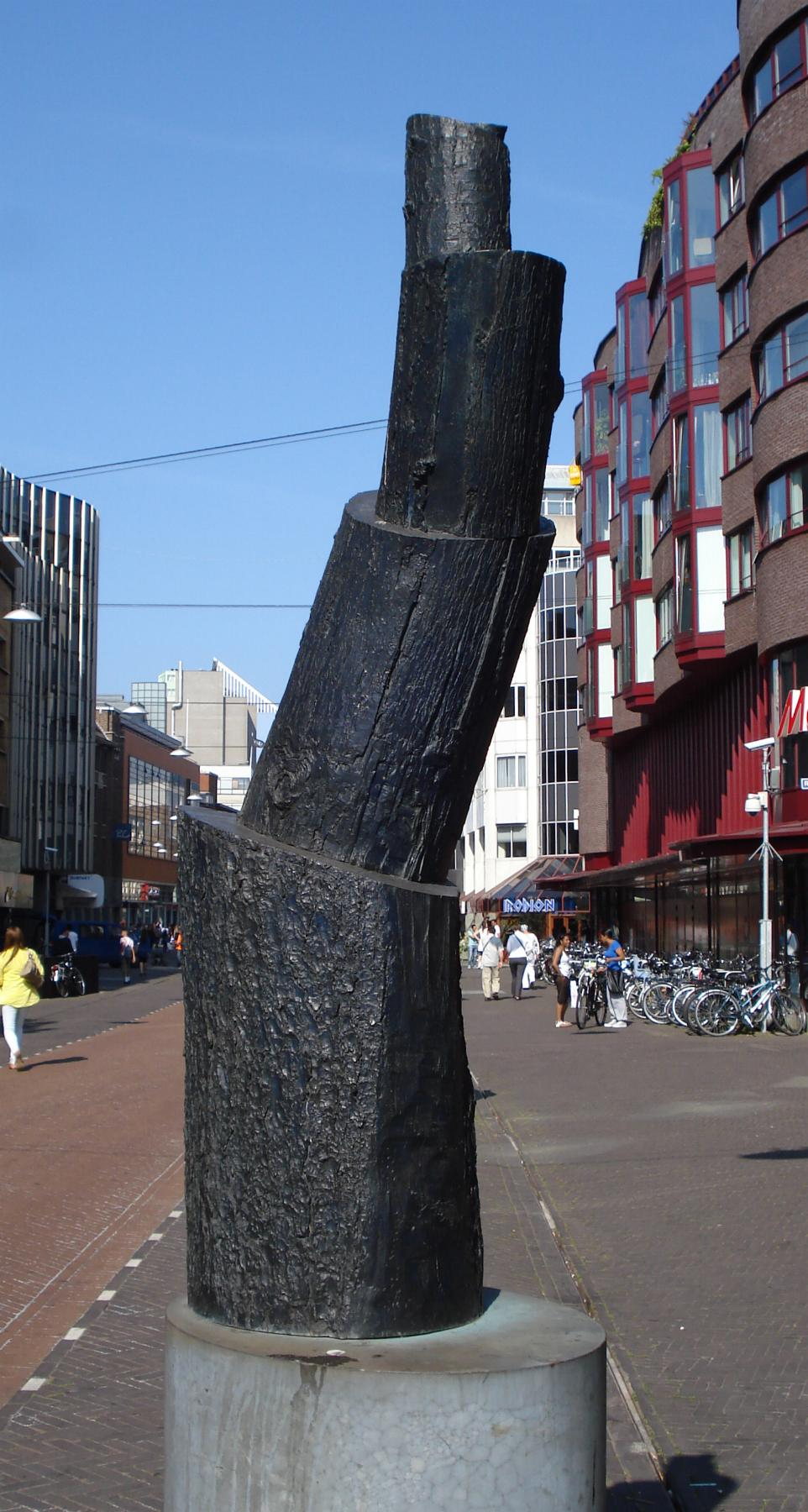
21. Sjoerd Buisman: Phyllotaxis
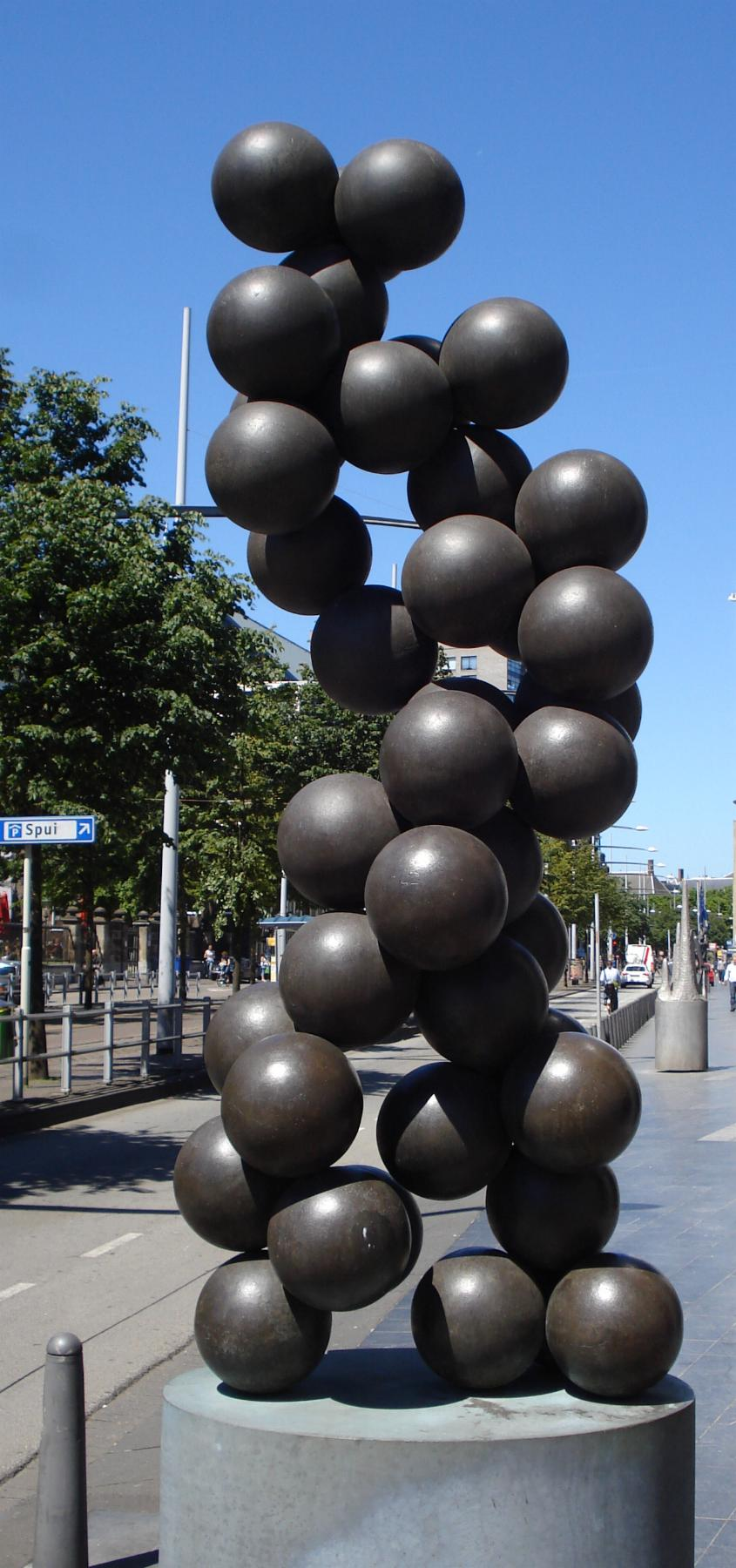
22. Leo Vroegindeweij: zonder titel
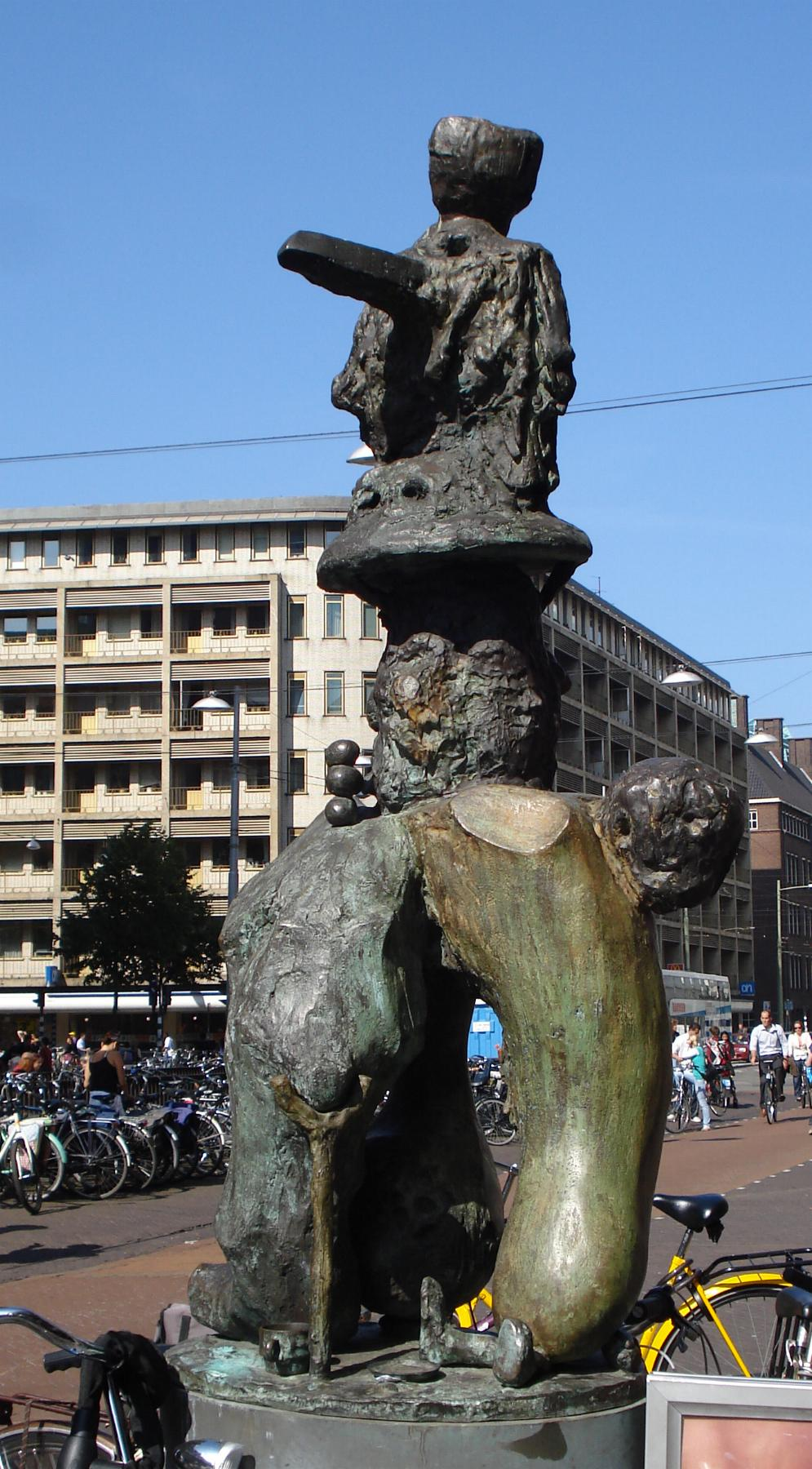
23. Peter Otto: Twisted totem
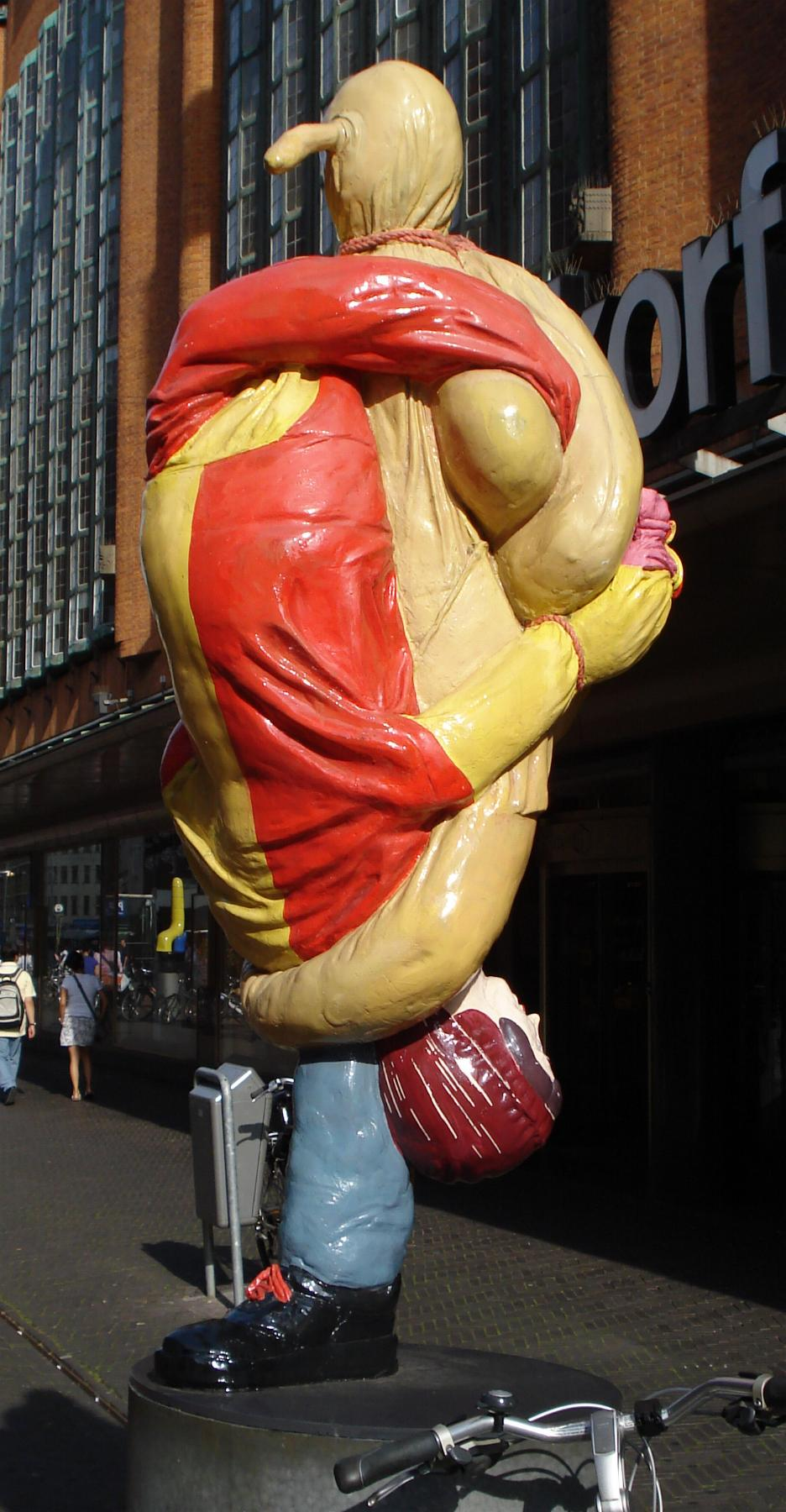
24. Gijs Assmann: The he and the she and the is of it
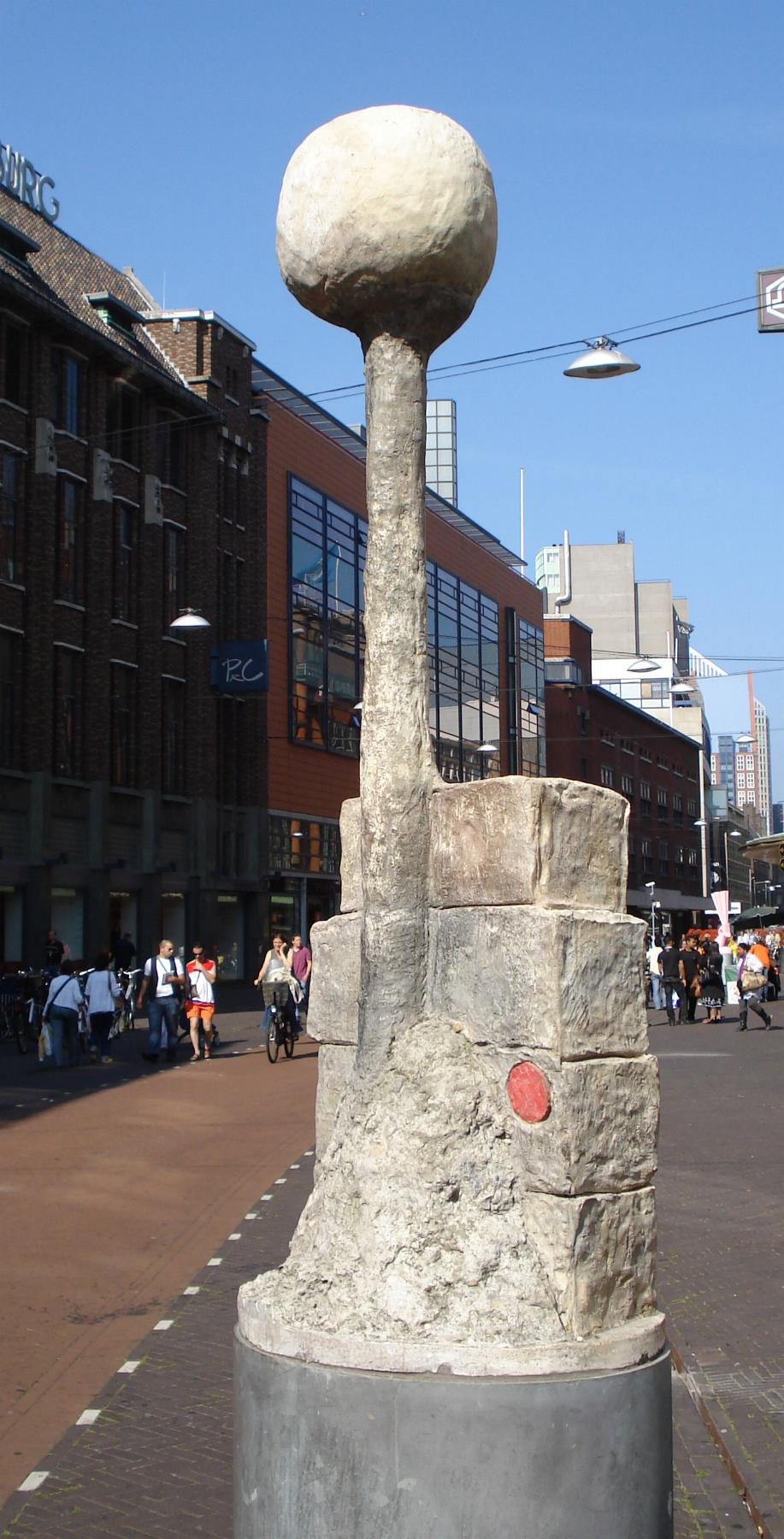
25. Arjanne van der Spek: Gisteren staat, Morgenstond
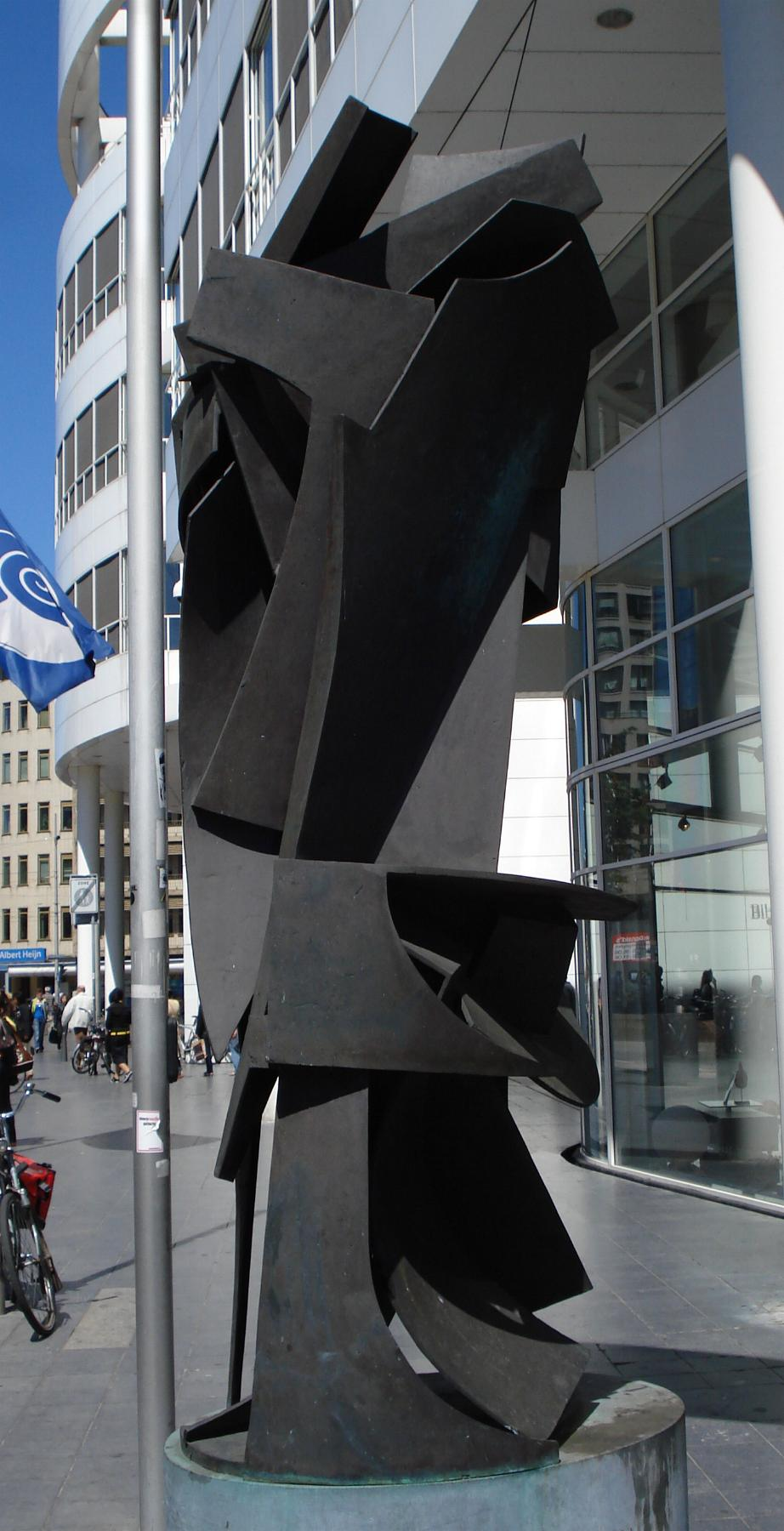
26. André Kruysen: Rondanini
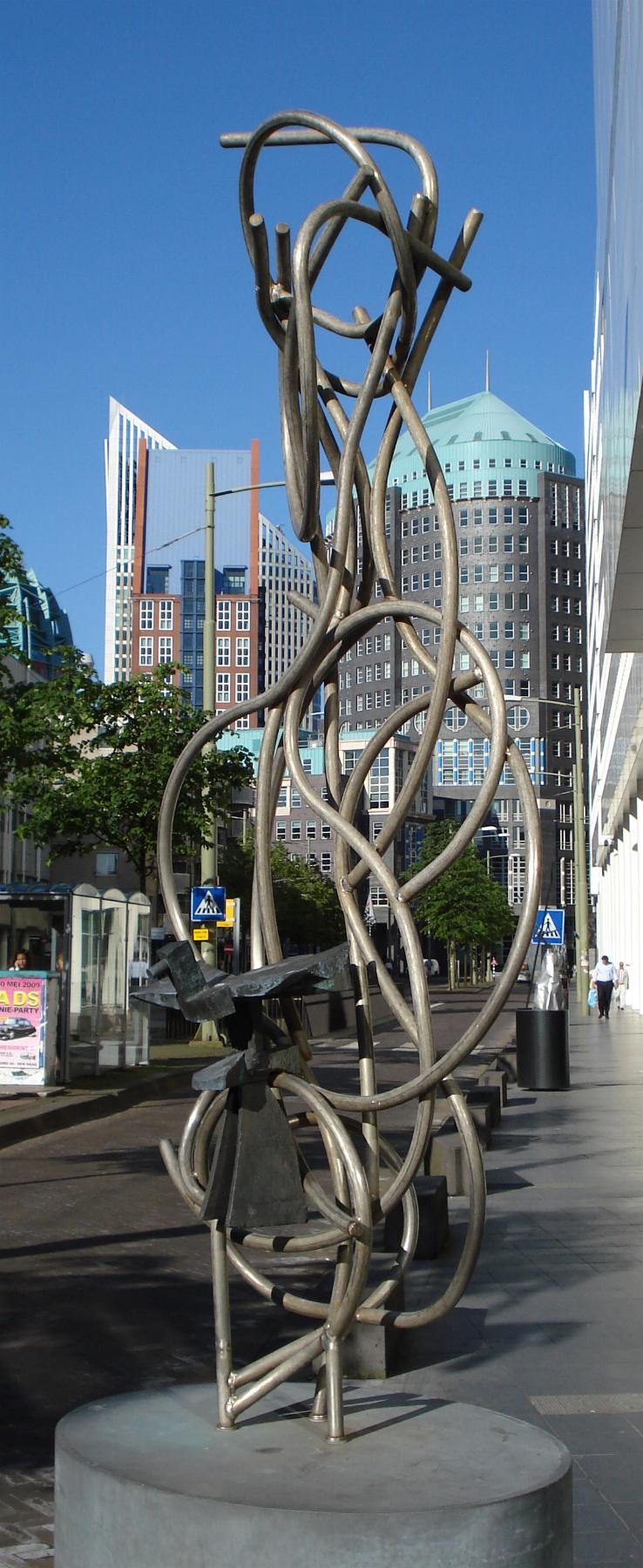
27. Emo Verkerk: zonder titel
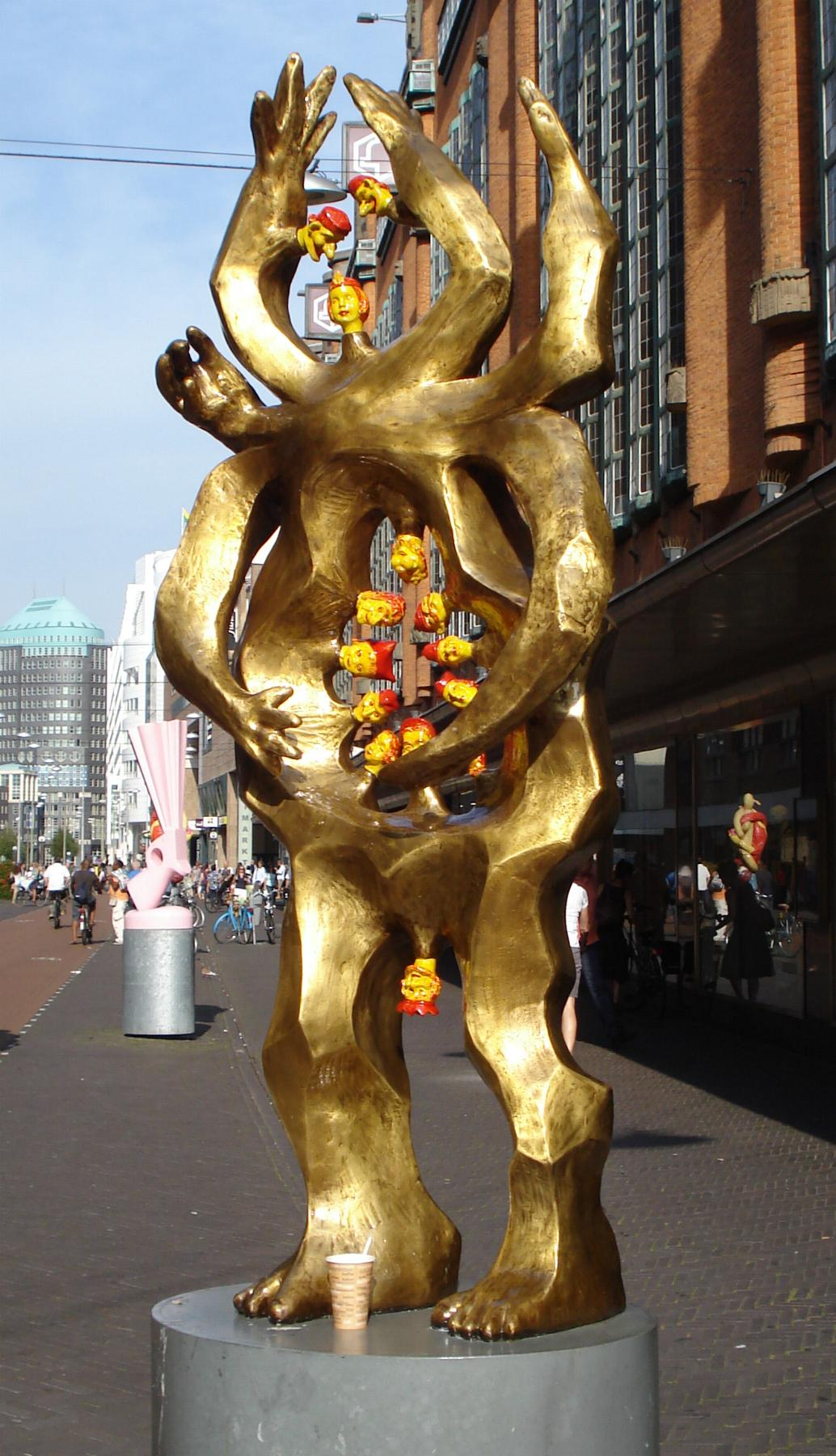
28. Rob Birza, Tantratrijn
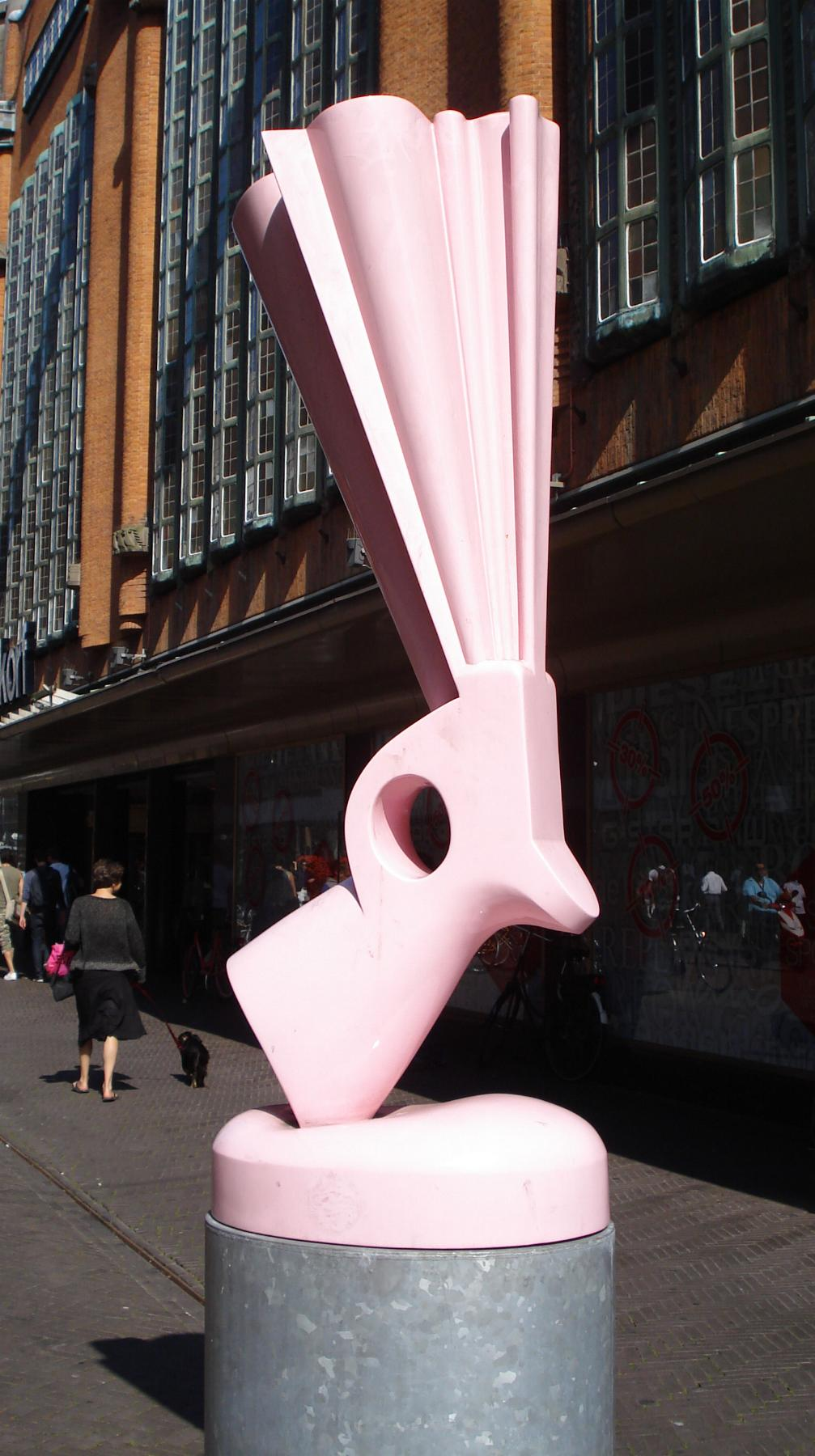
29. André van de Wijdeven: I love JR
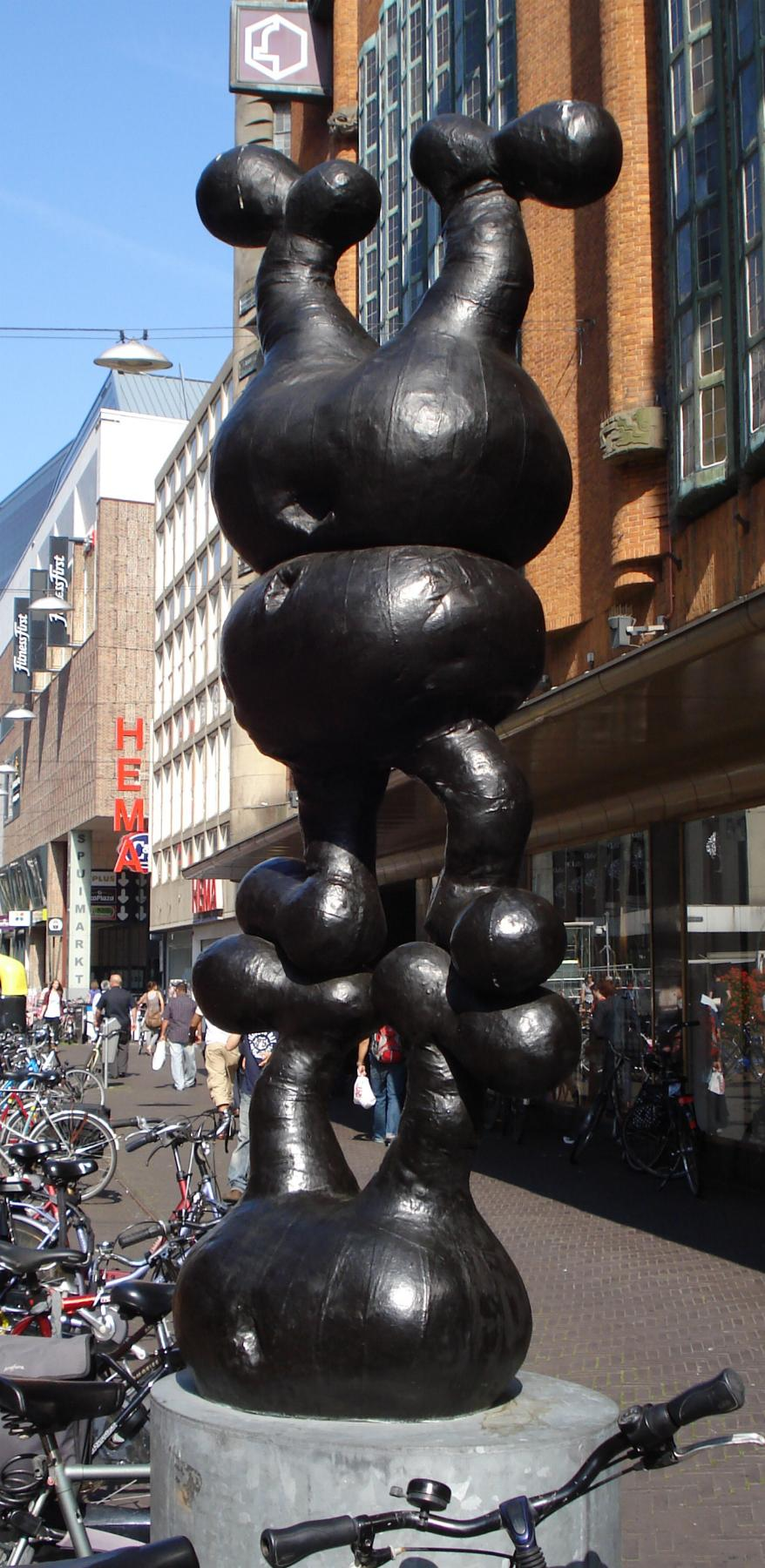
30. Christien Rijnsdorp: De hef
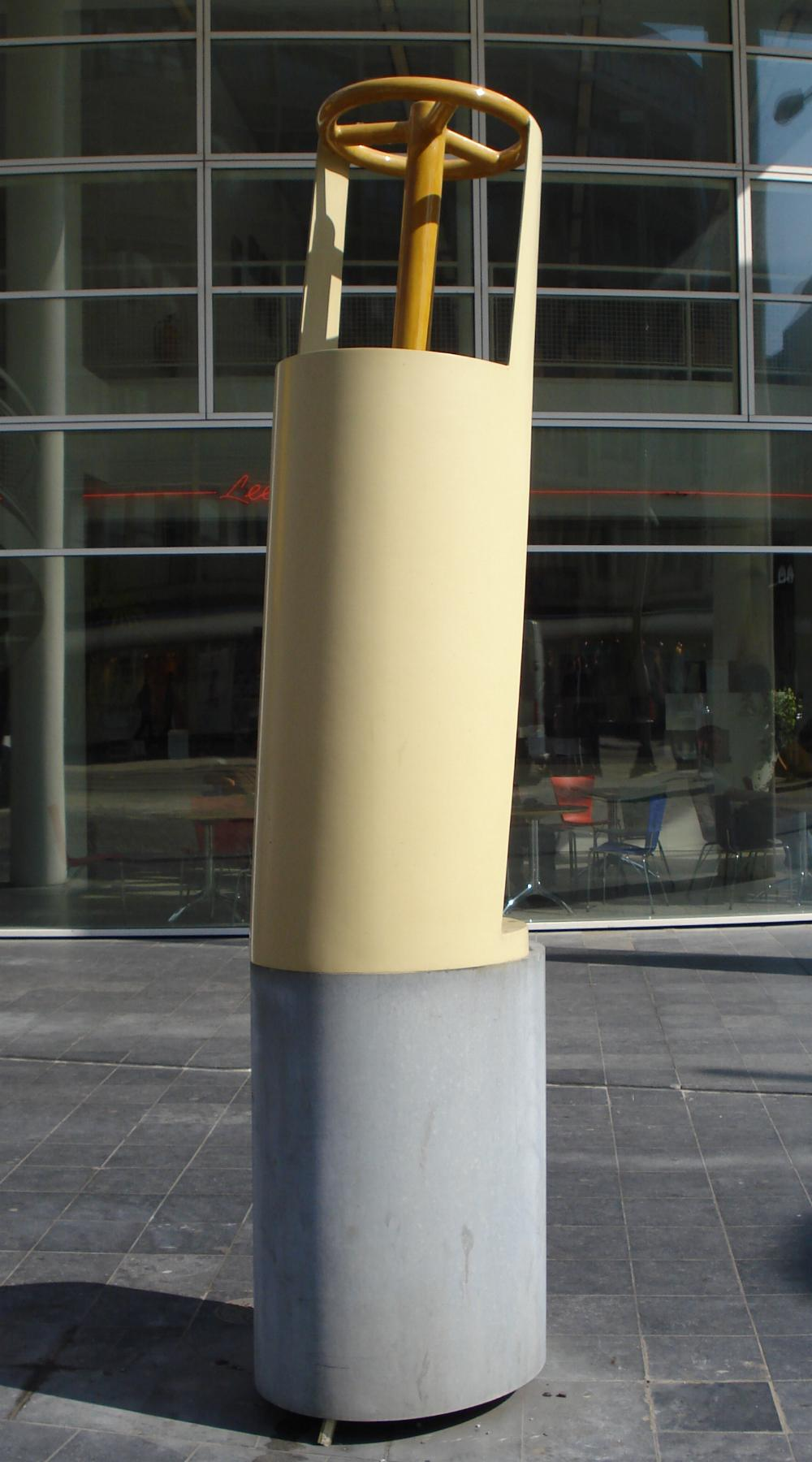
31. Jos Kruit: zonder titel
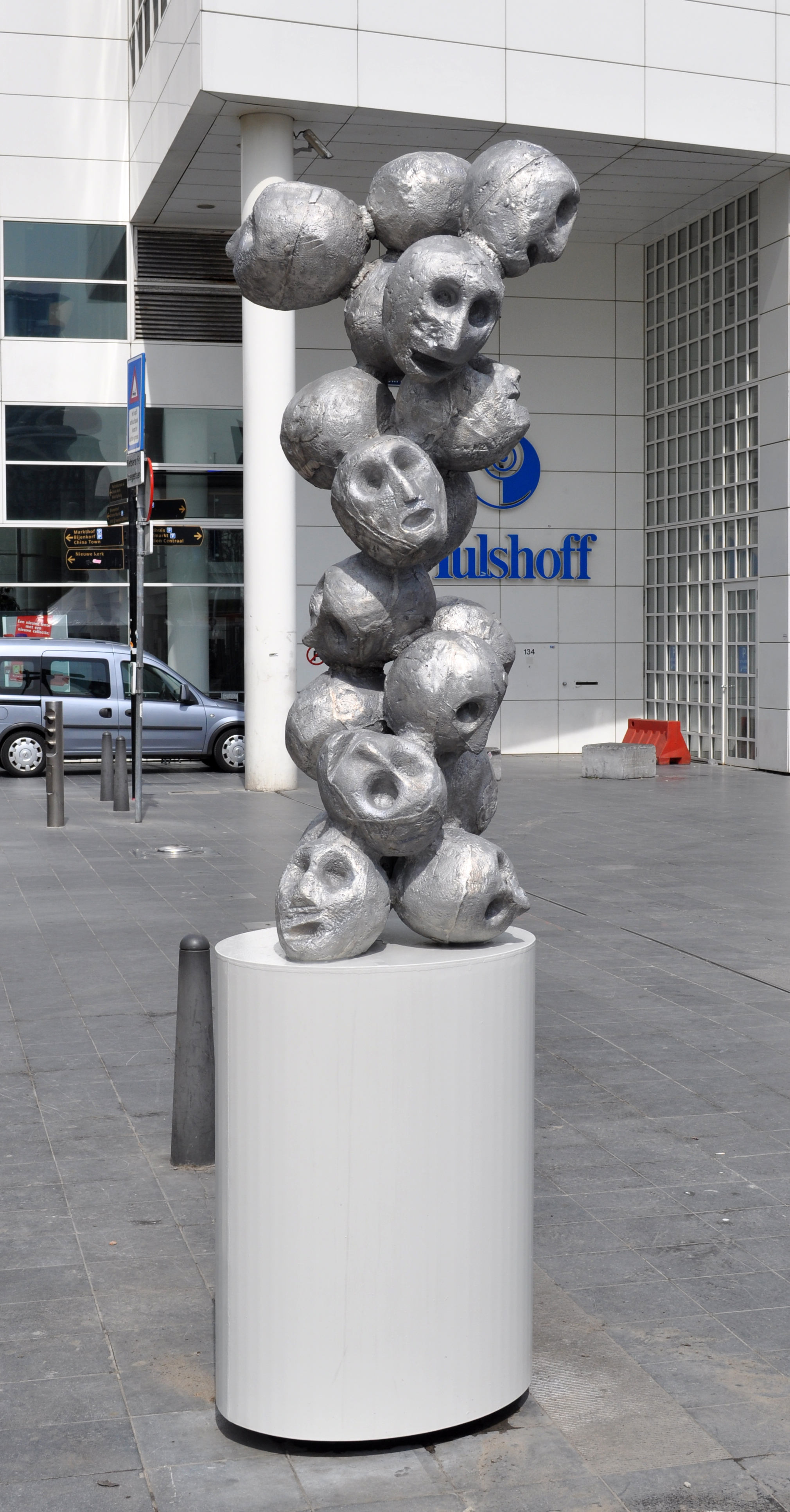
32. Atelier Van Lieshout: Veelhoofd
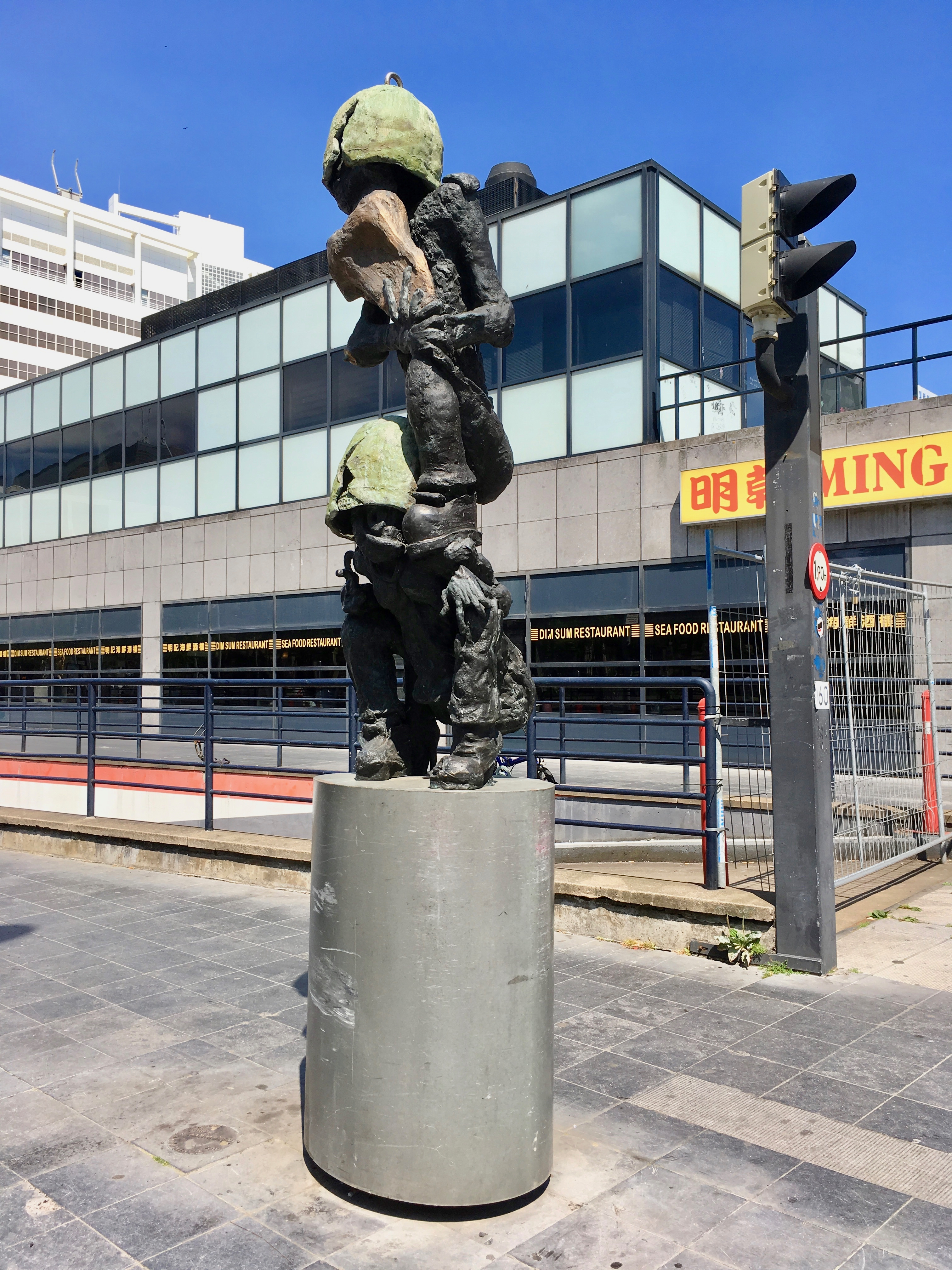
33. David Bade, Calimero
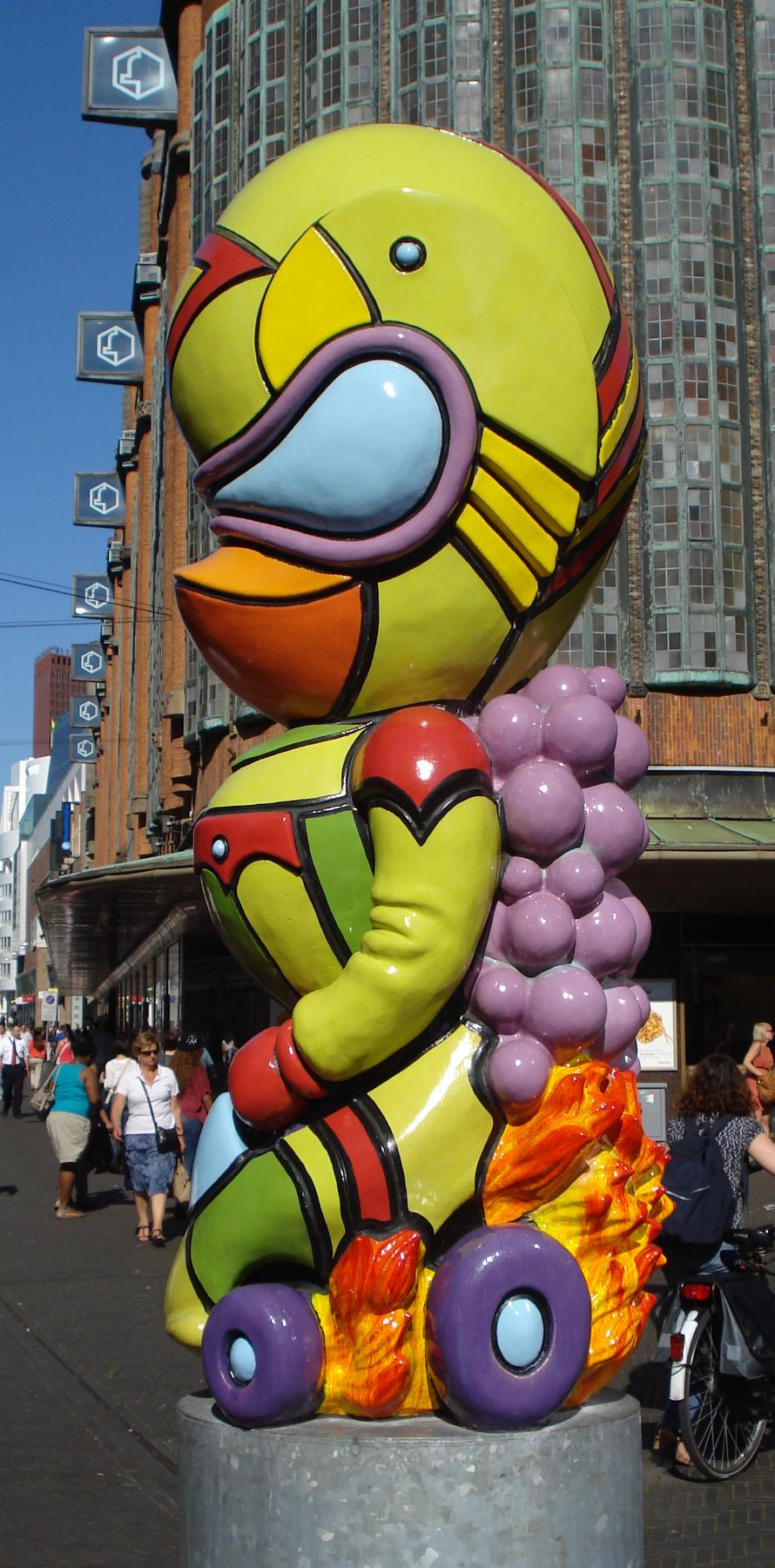
34. Hans van Bentem: Space Duck Racer
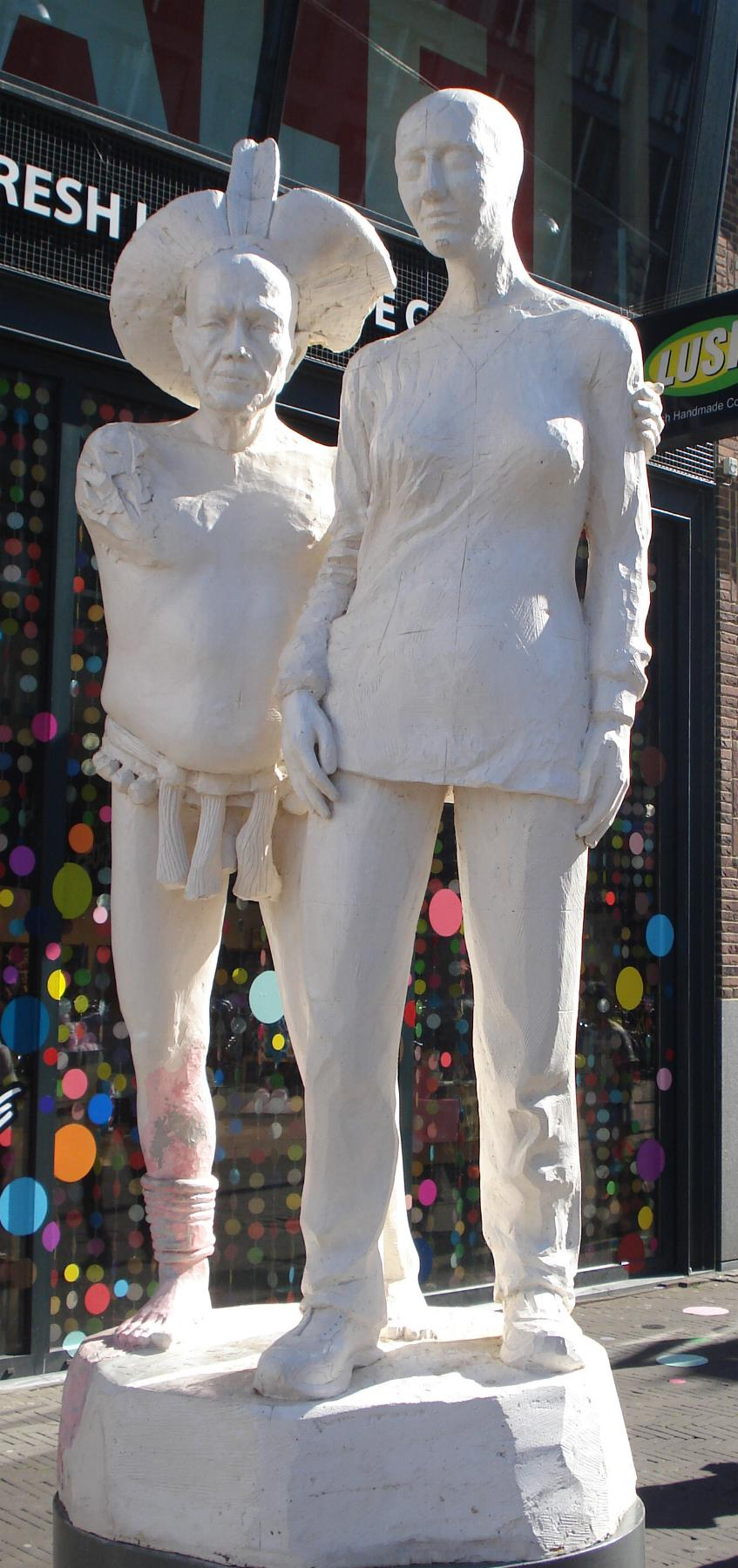
35. Anno Dijkstra: A last farewell